# Оскар Вайлд
О́скар Фі́нґал О'Фла́герті Вілс Вайлд (Oscar Fingal O'Flahertie Wills Wilde; 16 жовтня 1854, Дублін, Ірландія, Велика Британія — 30 листопада 1900, Париж, Французька республіка) — ірландський англомовний поет, драматург, прозаїк, есеїст.
У 1880-х роках пробував писати в різних формах, а на початку 1890-х років став одним з найпопулярніших драматургів. Найбільше його пам'ятають за епіграмами і п'єсами, романом «Портрет Доріана Грея», а також обставинами його ув'язнення і ранньої смерті.
Народився в сім'ї успішних англо-ірландських інтелектуалів лікаря-офтальмолога Вільяма Вайлда і письменниці Джейн Франциско Елджі (англ. Jane Francesca Elgee). Ще в дитинстві вільно оволодів французькою і німецькою мовами. Здобув класичну освіту: естетичні погляди формувались у Триніті-коледжі (Дублін) та оксфордському коледжі святої Магдалени. Проте Оскар Вайлд йшов своїм шляхом, керуючись власною тезою: «Те, що дійсно треба знати, не розтлумачить ніхто». Став відомим завдяки участі в зароджуваній філософії естетизму, яку очолювали двоє його наставників, Волтер Пейтер і Джон Раскін. Після закінчення університету переїхав до Лондона, увійшовши до модних культурних і громадських кіл.
Як представник естетизму пробував свої сили в різній літературній діяльності. 1881 року вийшла перша друкована збірка його віршів «Поезії». Виступав з лекціями в США і Канаді про нове «англійське відродження в мистецтві», а потім повернувся до Лондона, де з 1882 до 1888 року, щоб здобути кошти на утримання сім'ї, займався здебільшого журналістською діяльністю: редагував дамський журнал «Жіночий світ» (англ. Woman's World), часопис «Драматичне рев'ю» (англ. Drama Review). 1888 року вийшла друкована збірка казок «Щасливий принц та інші казки».
Знаний своєю гострою дотепністю, яскравими вбраннями і блискучим вмінням вести розмову, Вайлд став однією з найвідоміших особистостей свого часу. На рубежі 1890-х років розвивав свої ідеї про вищість мистецтва в серії діалогів і есе.
1891 року відзначився друкованою збіркою «Злочин лорда Артура Севайла та інші оповідання», критичними есе «Занепад брехні», «Критик як митець», «Душа людини за соціалізму» та єдиним романом «Портрет Доріана Грея» — найуславленішим його твором, який після публікації приніс досить неслави: скандал, процес, суд і дворічне ув'язнення за «моральні збочення».
Хист точно зображувати естетичні деталі і поєднувати їх з важливими соціальними темами спонукав Вайлда звернутися до драматичних творів. Написав п'єсу «Саломея» (1891) французькою мовою в Париж
і, але йому не дали дозволу на постановку п'єси в Англії через цілковиту заборону на зображення біблійних сюжетів на англійській сцені. Не знітившись, підготував чотири суспільні комедії на початку 1890-х років, що зробило його одним з найуспішніших драматургів пізньо-вікторіанського Лондона. Успіх і визнання принесли автору його п'єси «Віяло леді Віндермір» (1892), «Жінка, не варта уваги» (1893), «Саломея», «Ідеальний чоловік» (1895). І все ж найкращою вважається п'єса «Як важливо бути серйозним» (1895).
На піку слави і успіху, коли в Лондоні ще ставили «Як важливо бути серйозним» (1895), Вайлд подав у суд на Маркіза Квінсберрі за нібито наклеп. Маркіз був батьком Вайлдового коханця, лорда Альфреда Дуґласа. Відкриті в судовому процесі подробиці змусили Вайлда відмовитися від позову і призвели до його власного арешту і суду через «особливо непристойну поведінку» з чоловіками. Після двох судових процесів його визнали винним і засудили до двох років примусових робіт, максимального покарання, тому з 1895 до 1897 року він провів у в'язниці. Упродовж свого останнього року у в'язниці написав «De Profundis» (опублікований посмертно 1905 року), довгий лист, у якому обговорює свій духовний шлях під час судових процесів, що утворив темний контрапункт до його попередньої філософії насолоди. Після звільнення відразу поїхав до Франції, щоб вже ніколи не повертатися до Ірландії та Великої Британії. Там написав свою останню працю, поему «Балада Редінзької в'язниці» (1898), присвячену жорстким умовам життя у в'язниці.
Останні роки добровільного вигнання з батьківщини провів у Франції, де після виходу з тюрми оселився під несправжнім ім'ям, зазнавши там матеріальної скрути, а ще більш — духовної. Жив у Парижі, де й помер від менінгіту в 46-річному віці. Похований на цвинтарі Пер-Лашез.

## Раннє життя

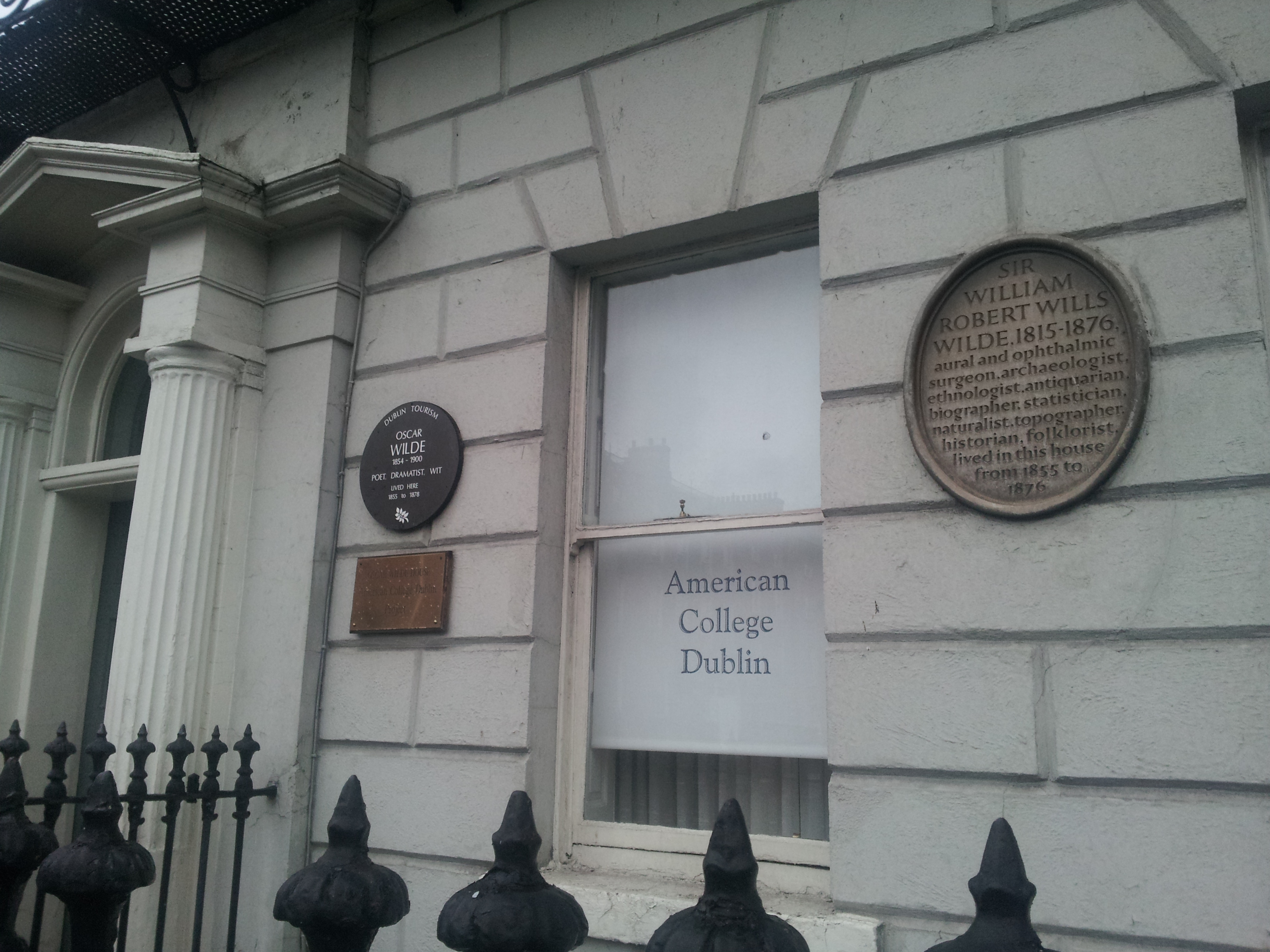
Сімейний будинок Вайлда на Мерріон-сквер

Оскар Вайлд народився в Дубліні на Вестленд-Роу 21 (нині домівка Центру Оскара Вайлда, Триніті-коледж), другим з трьох дітей у сім'ї сера Вільяма Вайлда і Джейн Вайлд. Мав старшого на два роки брата Вільяма («Віллі»). Мати майбутнього письменника хибно вважала, що має італійське походження і 1848 року під псевдонімом «Speranza» (в перекладі з італійської «надія») писала вірші для революційних Молодих ірландців. Все своє життя була ірландською націоналісткою. Вона читала Оскарові та Віллі вірші Молодих ірландців, прищеплюючи синам любов до цих поетів. Про інтерес леді Вайлд до неокласичного відродження свідчить наявність в її домі картин і бюстів Стародавньої Греції та Риму.
Вільям Вайлд був провідним в Ірландії хірургом-ото-офтальмологом (вухо і око) і 1864 року був посвячений в лицарі за свою службу медичним радником і помічником Уповноваженого з перепису населення Ірландії. Крім того, автор книг про ірландську археологію і селянський фольклор. Був відомим добродійником, а його диспансер для догляду за міськими бідняками в задній частині Триніті-коледжу в Дубліні став попередником Дублінської лікарні ока і вуха, яка нині розташована на Аделаїд-роуд. По батьківській лінії Вайлд був нащадком голландця Полковника де Вілде, який 1690 року вирушив до Ірландії з загарбницьким військом короля Вільгельма III Оранського. Серед пращурів по материнській лінії був муляр з графства Дарем, який емігрував до Ірландії десь у 1770-х роках.
Вайлд був хрещений немовлям у церкві Святого Марка в Дубліні — місцевій ірландській (англіканській) церкві. Коли храм закрили, то записи перенесли до сусідньої церкви Святої Анни. Католицький священник в Гленкрі (графство Віклоу) теж твердив, що хрестив Вайлда та його брата Віллі.
Крім дітей від дружини, сер Вільям Вайлд був батьком трьох дітей, народжених до шлюбу: Генрі Вілсона, який народився 1838 року від однієї матері, а також Емілі й Мері Вайлд, які народились від іншої матері відповідно в 1847 і 1849 роках. Сер Вільям визнав батьківство своїх незаконнонароджених дітей і забезпечив їх освітою, але не виховував у сімейному колі з законними дітьми, а віддав на виховання родичам.
1855 року сім'я переїхала на Мерріон-сквер, 1. Новий дім Вайлдів був більшим, ніж попередній, а завдяки успіхові обох батьків у суспільстві, там невдовзі почало збиратися «унікальне медичне і культурне товариство». З-поміж інших їхній салон відвідували: Шерідан Ле Фану, Чарлз Левер, Джордж Петрі, Айзек Батт, Вільям Ровен Гамільтон і Семюел Фергюсон.
2 квітня 1857 року народилася сестра майбутнього письменника, Ізола Франческа Емілі. Дівчина була названа на честь Ізольди Ірландської, дружини Марка Корнвальського та коханки корнішського лицяря Трістана. Сестра Оскара Вайлда також носила ім'я Франческа на честь своєї мами та ім'я Емілі на честь тітки по материнській лінії. Вона померла в дев'ять років від пропасниці. У пам'ять про неї Вайлд написав вірша «Спочивай».
|  | Ступай обережно, вона поряд Під снігом Говори тихіше, вона може почути [як] маргаритки ростуть. Оригінальний текст (англ.) Tread lightly, she is near Under the snow Speak gently, she can hear the daisies grow. |

До дев'яти років Оскар здобував освіту вдома, де французька bonne і німецька гувернантка навчили його своїх мов. Далі, в 1864—1871 роках, навчався в Королівській школі Портора в Енніскіллені (графство Фермана). До двадцяти з лишком років проводив літо на віллі Мойтура Гаус, яку батько побудував у селі Конг (графство Мейо). Там молодий Оскар і його брат Віллі грались з Джорджем Муром.
У 1871 році, коли Вайлду було сімнадцять років, його старші зведені сестри Мері та Емілі померли у віці 22 та 24 років, смертельно спалені на танці в Друмаконі, штат Ко Монахан. Одна з сестер кинулася проти полум'я вогню або канделябри, а її сукня загорілася; у різних версіях, чоловік, з яким вона танцювала, носив її та її сестру вниз, щоб залити полум'я в снігу, або її сестра побігла її по сходах і згорнула в снігу, в результаті чого її власна сукня мусліну загорілася теж.

## Університетська освіта: 1870-ті роки

### Триніті-коледж (Дублін)
Вайлд закінчив Портору королівським стипендіатом, і від 1871 до 1874 року вивчав класику в Триніті-коледжі в Дубліні, де ділив житло зі своїм старшим братом Віллі. Триніті, одна з провідних класичних шкіл, зблизила його з такими науковцями як Р. Є. Тірелл, Артур Палмер, Едвард Доуден, а також його наставником, Джоном Пентрландом Магаффі, який пробудив у ньому інтерес до грецької літератури. В бутність студентом Вайлд допомагав Магаффі в роботі над книгою «Соціальне життя в Греції». Попри пізніші застереження, Вайлд називав Магаффі «своїм першим і найкращим учителем» і «науковцем, який показав мені, як любити все пов'язане з Грецією». Зі свого боку, Магаффі хвалився, що створив Вайлда; утім згодом назвав його «єдиною плямою на своїй практиці наставника».
Додаткову освіту давало Університетське філософське товариство, члени якого щотижня обговорювали інтелектуальні та художні теми на кшталт Росетті і Свінберна. Вайлд швидко став його визнаним членом — книга пропозицій на членство за 1874 рік містить дві сторінки жартів, що (добродушно) висміюють зароджуваний естетизм Вайлда. Він виступив з доповіддю під назвою «Естетична мораль». В Триніті Вайлд зарекомендував себе як блискучий студент: у свій перший рік посів перше місце в класі, на другий рік виграв стипендію на конкурсному екзамені, а на випускному екзамені виграв Золоту медаль Берклі з грецької — найвищу академічну нагороду Університету. Його заохочували взяти участь у конкурсі на здобуття demyship у Магдален-коледжі в Оксфорді, й він його легко виграв.

### Магдален-коледж, Оксфорд
З 1874 до 1878 року Вайлд вивчав Greats у Магдален-коледжі, й звідти подавався на вступ до Оксфорд Оніон, однак безуспішно.

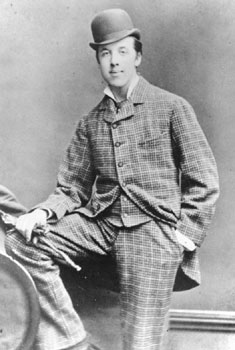
Оскар Вайлд в Оксфорді

Вайлд подав заяву на вступ до масонської ложі Аполло в Оксфорді, яка привабила його своїм одягом, секретністю і ритуалами, і незабаром його піднесли до «найвищого ступеня Майстра-каменяра». Коли на третьому курсі в нього відродився інтерес до масонства, він зазначив, що «буде дуже шкода з цим покінчити, якщо я полишу цю протестантську єресь». Діяльна участь Вайлда у масонстві тривала лише під час навчання в Оксфорді, а його членство в університетській ложі Аполло припинилося після несплати членських внесків. Він серйозно подумував над переходом у католицизм, і кілька разів обговорював таку можливість з духовенством. 1877 року Вайлд позбувся дару мови після аудієнції в Папи Пія IX в Римі. Зачитувався книгами Кардинала Ньюмена і став ще серйозніше про це думати в 1878 році, після зустрічі з преподобним Себастьяном Боуденом, священником з Бромптонського ораторіуму, який перед тим навернув кількох відомих людей. Ні його батько, який погрожував припинити фінансування, ні Магаффі, не мали наміру втручатись: однак сам Вайлд, вищої міри індивідуаліст, передумав в останню мить пов'язувати себе з будь-яким офіційним віровченням, й замість того, щоб з'явитись у призначений день хрещення, надіслав отцеві Боудену букет вівтарних лілій. Вайлд на все життя зберіг інтерес до католицької теології та літургії.
Навчаючись у коледжі Магдалени, Вайлд особливо прославився своєю роллю в естетичному і декадентському рухах. Мав довге волосся, відверто зневажав «чоловічі» види спорту, хоча й часом боксував, і прикрашав свої кімнати павичевими перами, ліліями, соняшниками, блакитною порцеляною та іншими objets d'art, якось зауваживши друзям, яких щедро частував, «мені дедалі важче день у день жити відповідно до своєї блакитної порцеляни». Ця фраза швидко стала відомою, естети її прийняли як гасло, натомість критики використовували її проти них, відчуваючи в ній страшенну пустоту. Деякі верстви зневажали естетів, але їхнє легковажне ставлення і ефектні костюми стали визнаною позою. Одного разу четверо студентів напали на Вайлда, а він упорався з ними самотужки, чим здивував критиків. Станом на початок третього курсу Вайлд уже творив себе і свій міф, і вважав своє навчання чимось ширшим, ніж просто прочитання наперед заданих текстів. Таке ставлення призвело до його рустифікації на один термін, коли він запізнився до початку навчань у коледжі після поїздки в Грецію з професором Магаффі.
Лише на третьому курсі Вайлд познайомився з Волтером Пейтером, хоча ще перед тим був у захваті від його «Дослідження з історії Відродження», опублікованого під час навчання Вайлда на останньому курсі в Триніті. Пейтер твердив, що понад усе слід відточувати людську чутливість до краси і що кожну мить слід сприймати всеосяжно. Багато років по тому, в "De Profundis", Вайлд називав Пейтерові «Дослідження…» «тією книгою, яка справила такий дивний вплив на моє життя». Він вивчив уривки з книги напам'ять і брав її з собою в подорожі в наступні роки. Пейтер дав Вайлдові почуття майже легковажного служіння мистецтву, тоді як мету служіння дав йому Джон Раскін. Раскін зневірився в самоцільному естетизмі Пейтера, твердячи, що важливість мистецтва полягає в його потенціалі покращити суспільство. Раскін захоплювався красою, але вважав, що вона повинна бути спільницею морального блага і служити йому. Жадібно відвідуючи серію лекцій Раскіна «Естетична і математична школи мистецтва у Флоренції», Вайлд пізнав естетику як не математичні елементи живопису. Хоч Вайлд не був схильний рано вставати і працювати руками, він добровільно допомагав Раскіну в його проєкті з перетворення болотистої сільської стежки на охайну дорогу, акуратно облямовану квітами.
Вайлд здобув премію Ньюдігейт 1878 року за поему «Равенна», написану під впливом від подорожі туди попереднього року, і достойно прочитав її на енкаенії. У листопаді 1878 року з подвійною нагородою першого класу став бакалавром мистецтв у галузі Classical Moderations і Literae Humaniores (Greats). Він писав своєму другові: «Вчителі здивовані без міри — поганий хлопчик зрештою досягнув такого успіху!».

## Навчання естетики: 1880-ті роки

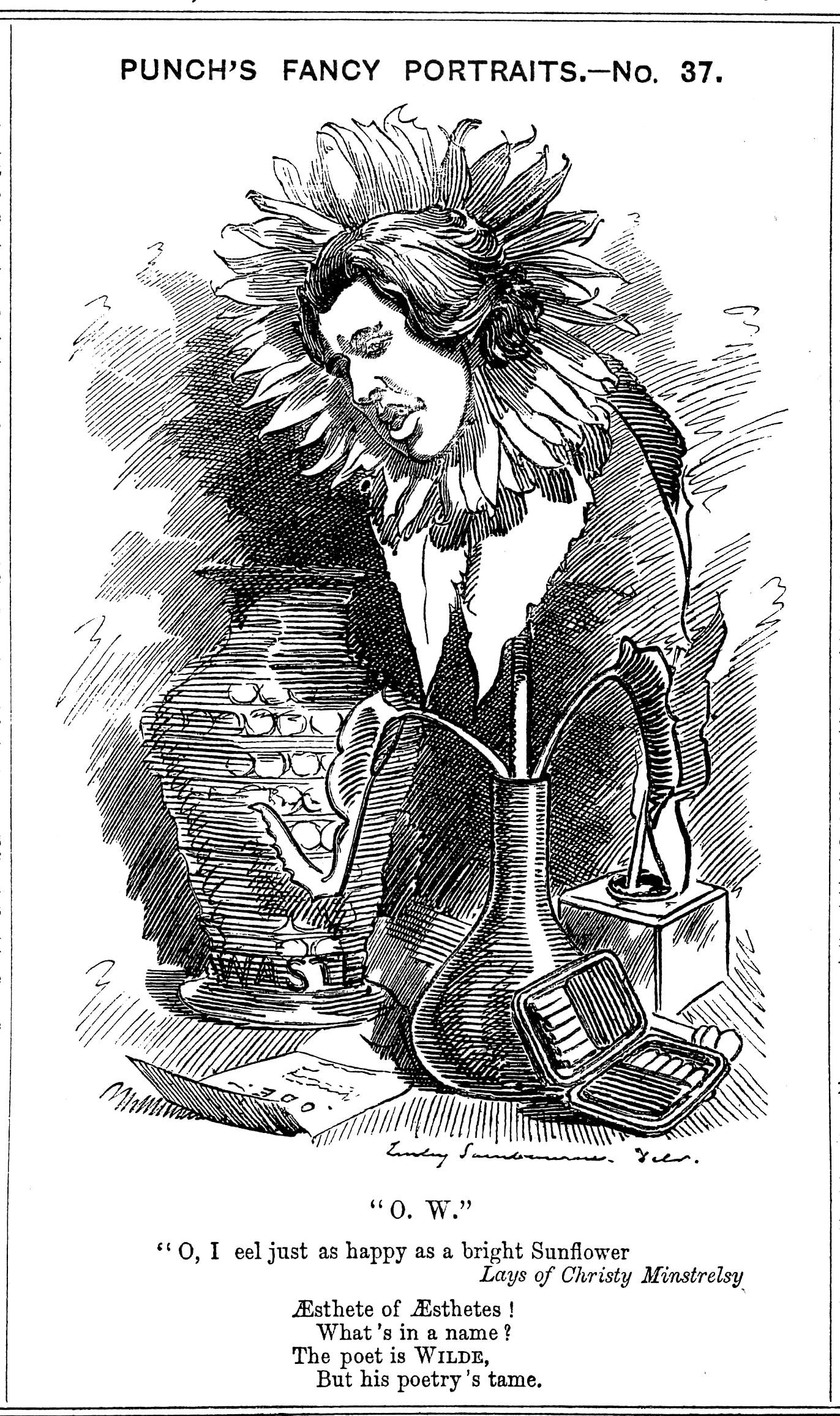
карикатура 1881 року в журналі Панч, заголовок: «O.W.», "О, я вугор, щасливий як яскравий соняшник, рядки мінестельства Крісті, «Æsthete of Æsthetes!/What's in a name!/The Poet is Wilde/But his poetry's tame».

### Входження в суспільство

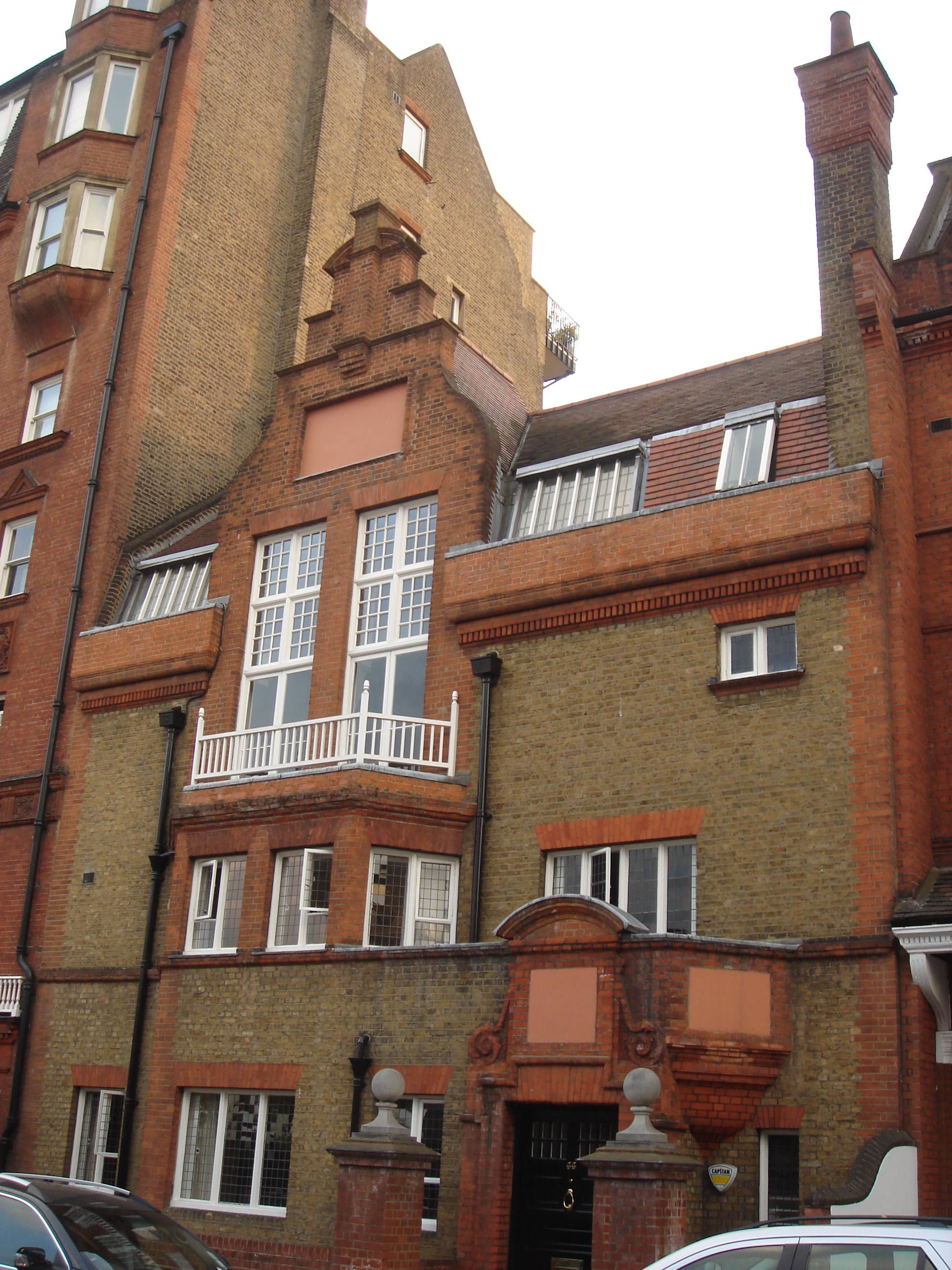
1 (нині 44) Тайт-стріт SW3

Після закінчення Оксфорда Вайлд повернувся до Дубліна, де знову зустрівся з подругою юності Флоренс Белкомб. Вона заручилася з Бремом Стокером і 1878 року побралася з ним. Вайлд був розчарований, але витримав це стоїчно: він написав їй листа, в якому згадав про «два солодких роки — найсолодші роки моєї юности», які вони провели разом. А ще повідомив про свій намір повернутися до Англії, напевне назавжди. Він так і зробив 1878 року, а потім лише ненадовго двічі відвідав Ірландію.
Не знаючи, що робити далі, він писав листи різним знайомим, розпитуючи про посаду викладача класики в Оксфорді чи Кембриджі. «Піднесення історичної критики» була його заявкою на приз Chancellor's Essay 1879 року, яку все ще мав право подавати, хоча вже й не був студентом. Її тема, «історична критика в давнину», здавалося, була вже наперед готовою для Вайлда — з його вправністю в складанні і знанням старовини — але він силкувався знайти свій голос, володіючи тягучим, пласким, науковим стилем. Того року премію не вручили нікому, що було незвично. Маючи залишки своєї спадщини від продажу батьківського будинку, він почав вести в Лондоні парубоцьке життя. За даними британського перепису 1881 року, Вайлд був на той час пансіонером на Тайт-стріт 1 (нині 44) (Челсі), де головою господарства був портретист бомонду Френк Майлз. Наступні шість років провів у Лондоні і Парижі, а також у США, куди їздив читати лекції.
Від часів свого вступу до Триніті-коледжу Вайлд публікував вірші і поеми у журналах, особливо в «Kottabos» та Журналі Дублінського університету. У середині 1881 року 27-річний поет видав збірку «Вірші», у якій переробив і доповнив написане раніше. Цю книгу добре прийняли і розкупили перший тираж 750 примірників, підштовхнувши до друку нового видання 1882 року. Воно мало багату, емальовану, пергаментну обкладинку (з тисненням у вигляді позолоченого цвіту) і було надруковане на голландському папері ручної роботи; Вайлд подарував багато примірників сановникам і письменникам, які відвідували його впродовж наступних кількох років. Незначною більшістю голосів Оксфорд Юніон засудив книгу за нібито плагіат. Бібліотекар, який просив книгу для бібліотеки, повернув Вайлду подарований примірник з запискою вибачення. Річард Еллманн твердить, що вірш Вайлда «Hélas!» був щирою, хоч і епатажною, спробою пояснити дихотомію, яку той вбачав у собі:.
|  | Дрейфувати з кожною пристрастю поки моя душа Це струнна лютня, на якій всі вітри можуть грати. Оригінальний текст (англ.) To drift with every passion till my soul Is a stringed lute on which all winds can play. |

Журнал «Панч» висловився критичніше: «Поет Дикий, але його поезія приручена» (англ. wild — дикий).

### Північна Америка: 1882

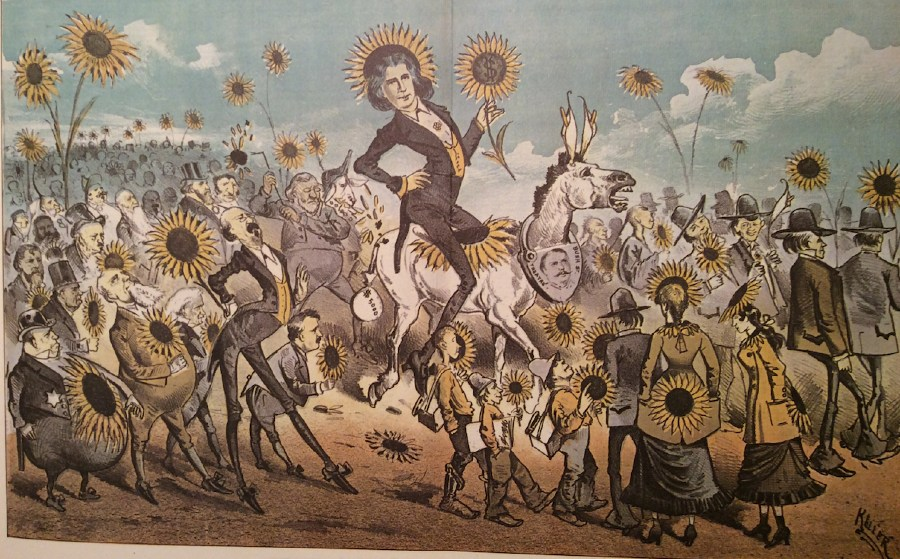
Шарж роботи Келлера в сан-франциському журналі Васп, що зображує Вайлда з нагоди його візиту туди в 1882 році

Мода на естетизм досягла такого рівня, що його карикатурно зобразили Ґілберт і Салліван у комічній опері «Терпіння» (1881). Англійський імпресаріо Річард Д'Ойлі Карт запросив Вайлда здійснити лекційний тур Північною Америкою, одночасно створюючи ажіотаж навколо американських гастролей вистави «Терпіння» і продаючи американській публіці цього найчарівнішого естета. Вайлд вирушив на кораблі SS Arizona, прибув 2 січня 1882 року і зійшов на берег наступного дня. На початках планувалося, що тур триватиме чотири місяці, однак через комерційний успіх він протривав майже рік. Вайлд намагався перенести в повсякденне життя красу, яку він бачив у мистецтві. Це був і практичний, і філософський проєкт: в Оксфорді він оточив себе блакитною порцеляною і ліліями, і тепер одну зі своїх лекцій присвятив дизайну інтер'єру.
Коли Вайлда попросили пояснити чутки, що він крокував по Пікаділлі в Лондоні з лілією та довгим розпущеним волоссям, то він відповів: «не важливо, робив я це чи ні, а важливо, чи вірять цьому люди». Вайлд вважав, що художник повинен дотримуватись вищих ідеалів, і що задоволення та краса замінять етику утилітаризму.
Преса нещадно висміювала і критикувала Вайлда і естетизм. Наприклад, коментуючи поведінку Вайлда під час його візиту до Бостона з лекцією про естетику, Springfield Republican припустив, що її можна радше пояснити бажанням популярності, а не відданістю красі та естетиці. Клірик і аболіціоніст Т. В. Гіггінсон писав у «Нечоловічій чоловічності» про свою загальну стурбованість тим, що Вайлд, «чия єдина відзнака полягає в тому, що він написав тоненький томик вельми посередніх віршів», неправильно вплине на поведінку чоловіків і жінок. Хоча ставлення преси до Вайлда було ворожим, однак він був своїм у різних місцях по всій Америці; пив віскі з шахтарями в Ледвілі (штат Колорадо), і його вшановували в наймодніших салонах у багатьох містах, де він бував.

### Лондонське життя і шлюб

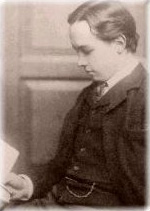
24-річний Роберт Росс

Заробіток, а також очікуваний прибуток від «Падуанської герцогині», дозволили Вайлдові поїхати до Парижа, де він перебував з лютого до середини травня 1883 року. Там він познайомився з Робертом Шерардом, якого постійно розважав. «Сьогодні в нас вечеря на цілу герцогиню» казав Вайлд, ведучи того в дорогий ресторан. У серпні ненадовго повернувся до Нью-Йорка для роботи над постановкою Вери, права на яку він продав американській акторці Мері Прескотт. Спочатку глядачі добре прийняли спектакль, однак коли критики почали писати прохолодні рецензії, відвідуваність різко впала, і спектакль закрили через тиждень після прем'єри.
1881 року в Лондоні його познайомили з Констанс Ллойд, дочкою Гораса Ллойда, заможного королівського адвоката. 1884 року вона відвідувала Дублін, коли Вайлд читав лекції в театрі Геєті. Він зробив їй пропозицію, і вони одружилися 29 травня 1884 року в англіканській Церкві святого Джеймса в лондонському районі Паддінгтон. Хоча Констанс мала щорічне утримання 250 фунтів стерлінгів, що було щедрим як для молодої жінки (еквівалентне £27 700 станом на 2021 рік), однак Вайлди мали досить вишуканий смак. Вони так довго проповідували іншим на тему дизайну, що від їхнього дому очікували встановлення нових стандартів. Належний ремонт будинку за адресою Тайт-стріт, 16, що тривав сім місяців, поглинув значні кошти. У подружжя народилося двоє синів, Сиріл (1885) і Вівіан (1886). Вайлд став єдиним серед літераторів підписником петиції Бернарда Шоу про помилування анархістів, заарештованих (і згодом страчених) після подій на Геймаркет у Чикаго в 1886 році.
1886 року в Оксфорді Вайлд познайомився з Робертом Россом. Ще до зустрічі з Вайлдом, Росс читав його вірші, і його, здається, не стримувала вікторіанська заборона на гомосексуальність. Зі слів Річарда Еллманна, цей рано змужнілий 17-річний юнак «такий молодий, але вже такий досвідчений, був сповнений рішучості спокусити Вайлда». За даними Денієла Мендельсона, хоча творчість Вайлда вже давно містила алюзії на грецьке кохання, але «до гомосексуального сексу його долучив» Росс, тоді як «шлюб почав розпадатися, бо після другої вагітності дружина викликала в нього фізичне відторгнення».

## Написання прози: 1886—1891

### Журналістика та редакторська робота: 1886—1889

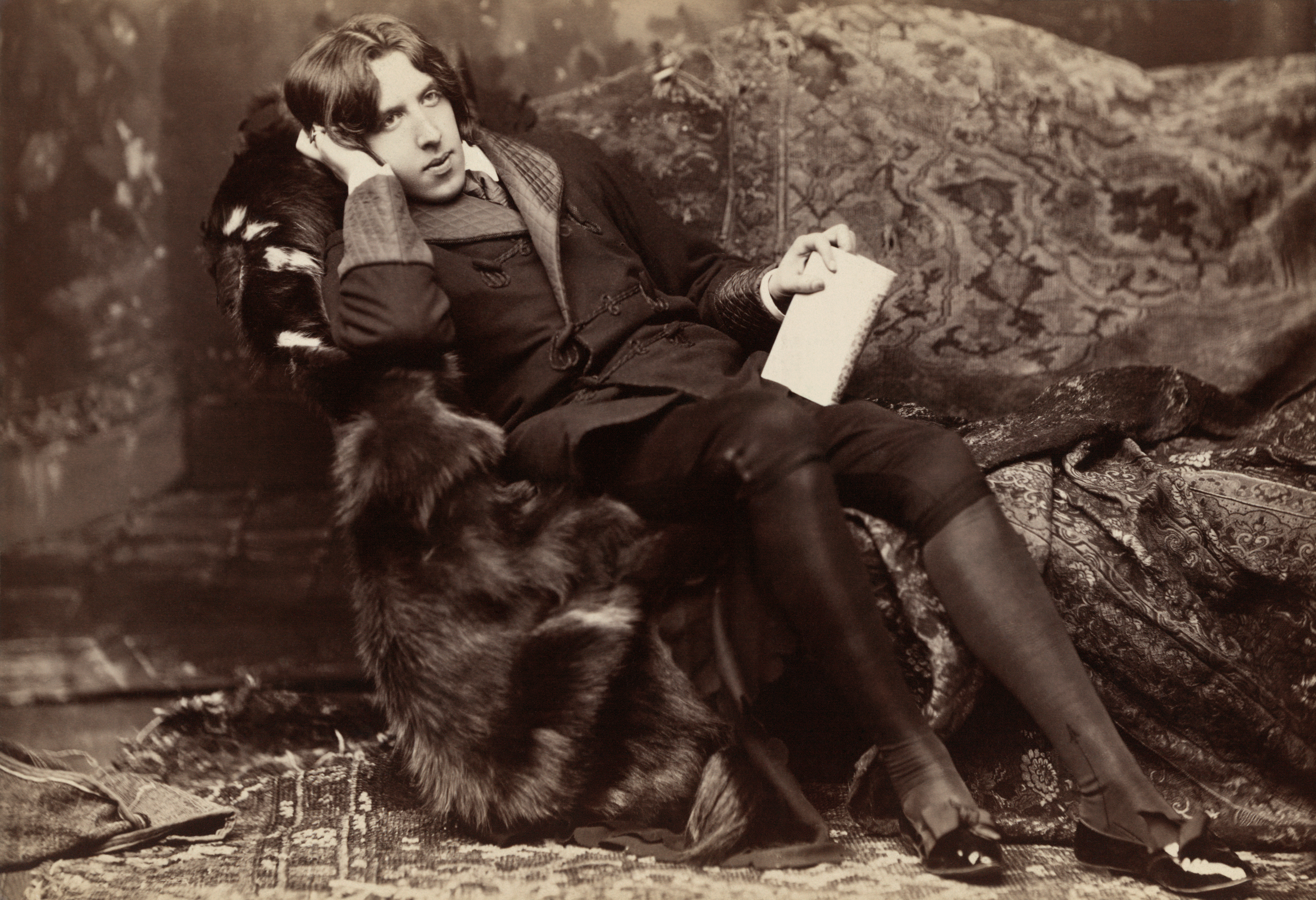
Оскар Вайлд напівлежачи з Віршами, світлина роботи Наполеон Сароні, Нью-Йорк, 1882 рік. Вайлд часто любив здаватися лінивим, хоча насправді він важко працював; на кінець 1880-х років він був батьком, редактором і письменником.

Критика з мистецьких питань у газеті «The Pall Mall Gazette» спровокувала листа на самозахист, і незабаром Вайлд став дописувачем цього та інших журналів. Це тривало в 1885—1887 роках. Річард Еллманн твердив, що написання рецензій приносить Вайлдові задоволення, дружина ж навпаки казала друзям: «Містер Вайлд ненавидить журналістику». Як і колись його батьки, став на захист ірландського націоналізму: коли Чарлза Стюарта Парнелла помилково звинуватили в підбурюванні до вбивства, Вайлд написав на його захист кілька проникливих статей у «Daily Chronicle».
Його хист, раніше спрямований тільки на спілкування, пасував журналістиці й швидко привернув увагу. Молодість майже закінчилася, а сім'ю треба було годувати, тож у середині 1887 року Вайлд став редактором журналу «Жіночий світ», а його ім'я займало виразне місце на обкладинці. Він одразу перейменував журнал на «The Woman's World» і підійняв його тон, додавши поважні статті про виховання, культуру і політику, водночас зберіг обговорення моди і мистецтва. Зазвичай число містило два прозаїчні твори, один щоб читати дітям, а інший для самих жінок. Вайлд докладав значних зусиль, щоб залучати хороші матеріали від широкого кола своїх мистецьких знайомств, зокрема знайомих Леді Вайлд і його дружини Констанс, та й його власні «літературні та інші нотатки» теж були популярні та цікаві.
Початковий імпульс і збудження, з якими він взявся за роботу, почали вщухати разом з тим, як адміністрування, дорога на роботу та офісне життя стали нудною рутиною. Одночасно з тим, як згасав інтерес Вайлда, видавці знову затурбувалися про наклад: ціна в один шилінг була відносно високою, а продажі залишалися низькими. Розпочавши новий період творчости, Вайлд дедалі частіше надсилав вказівки в журнал листами, а власні колонки публікував не так регулярно. У жовтні 1889 року Вайлд нарешті знайшов свій голос у прозі, і наприкінці другого року полишив «Жіночий світ». Журнал пережив його лише на один рік
Хоча робота Вайлда на посаді головного редактора журналу, з організаторського погляду, була змішаним успіхом, але вона відіграла вирішальну роль у його становленні як письменника та полегшила шлях до слави. Якщо Вайлд-журналіст поставляв матеріали під керівництвом своїх редакторів, то Вайлд-редактор мусив вчитися маніпулювати літературним ринком на своїх умовах.

### Коротша проза
1888 року Вайлд опублікував «Щасливого принца та інші казки» і регулярно писав казки для журналів. 1891 року опублікував дві збірки «Злочин лорда Артура Севайла та інші оповідання», а у вересні — «Гранатовий будиночок», присвячений «Констанс Мері Вайлд». «Портрет пана В. Г.», який Вайлд почав 1887 року, вперше вийшов друком у Blackwood's Magazine у липні 1889 року. В цьому оповіданні зображено розмову, в якій висувається, заперечується, а потім знову висувається теорія про те, що свої сонети Шекспір написав під впливом кохання до юного актора «Віллі Г'юза». Єдиним доказом цього є два ймовірних каламбури в самих сонетах.
Анонімний оповідач спочатку ставиться до цього скептично, потім вірить, нарешті фліртує з читачем: він доходить висновку, що «справді багато чого можна розповісти про теорію причетности Віллі Г'юза до сонетів Шекспіра». Наприкінці факти і вигадка зливаються воєдино. Артур Ренсом писав, що Вайлд «прочитав щось про себе в сонетах Шекспіра» і захопився «теорією Віллі Г'юза», попри відсутність біографічних свідчень існування історичного Вільяма Г'юза. Замість того, щоб писати коротке, але серйозне есе на цю тему, Вайлд підкинув теорію трьом героям цієї оповіді й дозволив їй розвиватися як тло для сюжету. Отож, оповідання стало раннім шедевром Вайлда, в якому поєднано елементи, що його цікавили: бесіду, літературу, а також думку про те, що позбутися якоїсь ідеї можна лише спочатку переконавши іншого в її правдивости. Ренсом робить висновок, що Вайлд досягає успіху саме через те, що зумів розкрити літературну критику з такою майстерністю.

### Есеї та діалоги

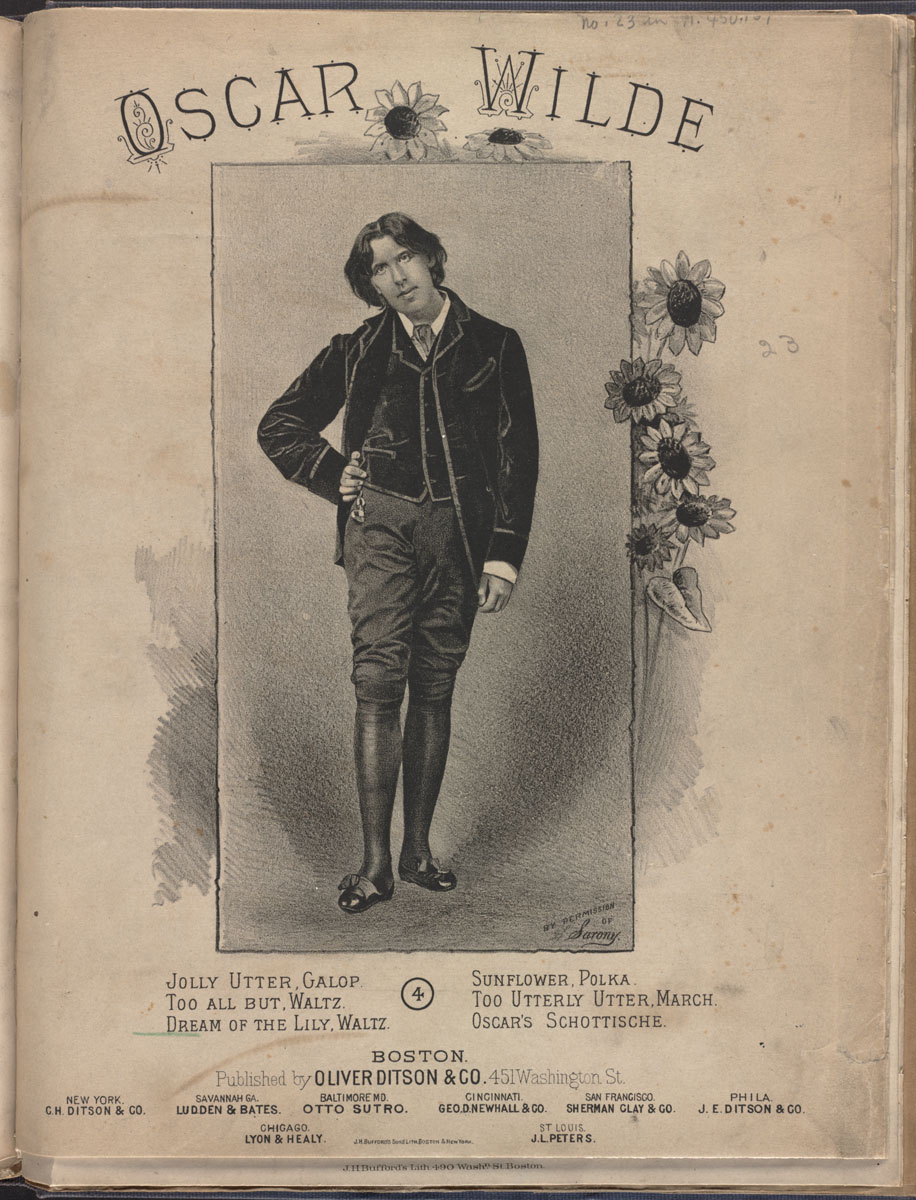
Нотні обкладинки, 1880-ті роки.

Втомившись від журналістики, Вайлд взявся за повніший виклад своїх естетичних ідей у серії довших прозаїчних творів, які вийшли друком у головних літературно-інтелектуальних журналах того часу. У січні 1889 року в журналі «Дев'ятнадцяте сторіччя» вийшов твір «Занепад брехні: діалог», а в The Fortnightly Review, редактором якого був Вайлдовий друг Френк Гарріс, — сатиричний життєпис Томаса Гріффітса Вейнрайта під назвою "Перо, олівець і отрута. Два з чотирьох творів Вайлда про естетику — діалоги: хоча Вайлд розвинувся професійно від лектора до письменника, він зберіг своєрідну усну традицію. Завжди відзначаючись як дотепник і оповідач, він часто складав довші, зв'язні твори з окремих фраз і дотепів.
Вайлд був стурбований впливом моралізаторства на мистецтво, він вірив у виправну, розвивальну силу мистецтва: «мистецтво — це індивідуалізм, а індивідуалізм — це тривожна і руйнівна сила. В цьому полягає його величезна цінність. Оскільки все, чого він (індивідуалізм) прагне, це порушити одноманітність шаблону, рабство звичаю, тиранію звички, і зведення людини до рівня машини». У своєму єдиному політичному тексті («Душа людини за соціалізму») він твердив, що політичні умови мають бути насамперед такими — приватну власність має бути скасовано, а співпраця має замінити конкуренцію. Він писав: «Соціалізм, комунізм, чи як ви його там назвете, перетворивши приватну власність на громадське багатство та замінивши конкуренцію співпрацею, поверне суспільство до його правильного стану як абсолютно здорового організму та забезпечить матеріальний добробут кожного члена спільноти. Фактично, він надасть Життю його правильного фундаменту і його правильного середовища». Водночас він підкреслював, що найбільш прийнятний для художників уряд — це відсутність уряду взагалі. Вайлд прагне до створення суспільства, де механізація звільняє зусилля людини від тягаря необхідності, щоб скерувати їх на художню творчість. Джордж Орвелл так це підсумував: «по суті, світ населятимуть художники, кожен з яких прагнутиме досконалости в такий спосіб, який здається йому найкращим».
Цей погляд не робив його союзником фабіанців, інтелектуалів-соціалістів, які виступали за використання державного апарату для зміни соціальних умов, і не наближав його до заможних верств, яких він раніше розважав. Гескет Пірсон у вступі до збірки есе Вайлда 1950 року зауважує як "Душа людини за соціалізму надихнула революціонерів у царській Росії, проте нарікає, що в сталінську добу «навряд чи є якісь необстежені місця, куди цей твір можна було б сховати».
Вайлд збирався вмістити цей памфлет і твір-розповідь про сонети Шекспіра Портрет пана В. Г. в нову антологію 1891 року, але зрештою вирішив обмежитися чисто естетичними темами. Наміри містили нові редакції чотирьох есе: «Занепад брехні», «Перо, олівець і отрута», «Істина масок» (вперше опублікована 1885 року) і «Критик як художник» у двох частинах. Для біографа Пірсона есе і діалоги показують кожен аспект характеру Вайлда і його генія: дотепник, фантазер, базіка, лектор, гуманіст і науковець. Він робить висновок, що «жодні інші його твори не мають такого різноманітного звернення». 1891 рік виявився annus mirabilis для Вайлда, крім трьох збірок він ще й видав свій єдиний роман.

### «Портрет Доріана Грея»
1890 року в липневому номері журналу «Lippincott's Monthly Magazine» вийшла друком перша версія «Портрет Доріана Грея», разом з іще п'ятьма оповіданнями. Оповідь починається з того, що якийсь чоловік малює портрет Грея. Коли Грей, чиє «обличчя подібне до слонової кістки і пелюсток троянди», бачить свій закінчений портрет, у нього стається нервовий зрив. Збентежений тим, що його краса зів'яне, тоді як портрет залишиться красивим, він ненароком укладає фаустівську угоду, згідно з якою лише зображення старіє, а сам він залишається молодим і красивим. Для Вайлда завдання мистецтва полягало в тому, щоб вести життя так, неначе краса - його єдина мета. Як портрет Грея дозволяє тому уникнути матеріальних наслідків свого гедонізму, так Вайлд прагнув зіставити красу, яку він бачив у мистецтві, з повсякденним життям.
Рецензенти відразу ж розкритикували роман за декаданс і гомосексуальні алюзії; наприклад, "Daily Chronicle назвав його «нечистим», «отруйним» і «наповненим задушними запахами морального і духовного розкладання». Вайлд відповів рішуче, написавши листа в редакцію «Scots Observer», в якому роз'яснив свою позицію щодо етики і естетики в мистецтві — «якщо твір мистецтва багатий, життєвий і довершений, то ті, хто має художній інстинкт, побачать його красу, а ті, кого більше приваблює етика, побачать його моральний урок». Утім, для книжної публікації 1891 року він його суттєво переробив: додав шість нових розділів, прибрав деякі відверто декадентські уривки і гомо-еротику, а також додав передмову, яка складається з двадцяти двох епіграм, наприклад: «Книги або добре написані, або погано. Це все».
Тогочасні рецензенти та сучасні критики висували безліч можливих джерел оповіді, пошук яких, як твердить Джершуа Маккормак, це марна справа, тому що Вайлд «дістався кореня Західного фольклору, такого глибокого і повсюдного, що оповідь уникнула свого походження і повернулася до усної традиції». Вайлд твердив, що сюжет був «ідеєю, такою ж старою, як історія літератури, але якій я дав нову форму». Сучасний критик Робін Маккі вважає роман технічно посереднім, твердячи, що вишуканість сюжету гарантувала йому славу, але задум так і залишився не до кінця розкритим.

## Театральна кар'єра: 1892—1895

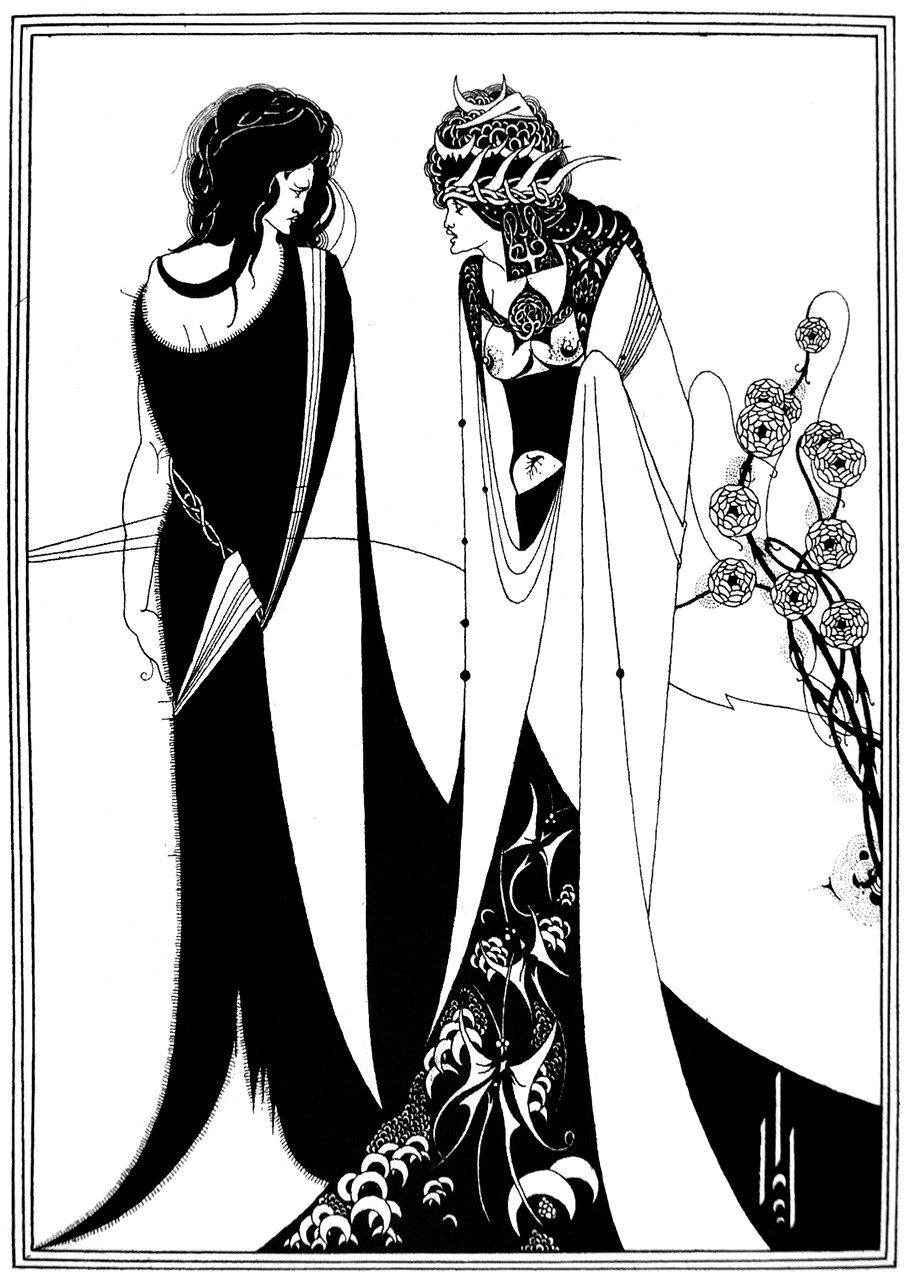
Йоканаан і Саломея. Ілюстрація Обрі Бердслі до видання Саломеї 1893 року.

### «Саломея»
Згідно з переписом 1891 року Вайлд разом з дружиною і двома синами мешкав за адресою Тайт-стріт, 16. Проте, не задоволений навіть більшою ніж будь-коли славою в Лондоні, в жовтні 1891 року він повернувся до Парижа, цього разу як шанований письменник. Його приймали в літературних салонах, зокрема знаменитому «mardis» Стефана Малларме, відомого тогочасного поета-символіста. Дві п'єси Вайлда 1880-х років, «Віра, або Нігілісти» і «Падуанська герцогиня», не мали великого успіху. Він і далі цікавився театром, і тепер, знайшовши голос у прозі, знову звернувся до драматичної форми: його розум заполонила біблійна іконографія Саломії. Одного разу ввечері, після розмов про зображення Саломії впродовж історії, він повернувся до готелю і помітив порожній зошит, що лежав на столі. Йому спало на думку написати в ньому все, що він казав. У підсумку з'явилася нова п'єса, «Саломея», написана швидко і французькою мовою.
У цій трагедії йдеться про Саломею, падчерку тетрарха Ірода Антипи, яка просить голову Йоканаана (Івана Хрестителя) на срібному блюді як нагороду за Танець семи покровів, чим засмучує вітчима, але приносить радість своєї матері Іродіаді. Коли Вайлд повернувся до Лондона напередодні Різдва, Paris Echo назвало його «великою подією» сезону. Розпочалися репетиції вистави, головну роль у якій виконувала Сара Бернар, однак Лорд Чемберлен відмовив у ліцензії, бо героями п'єси були біблійні персонажі. 1893 року «Саломея» вийшла друком і в Парижі, і в Лондоні, але її сценічна постановка відбулась в Парижі лише 1896 року, коли Вайлд відбував ув'язнення.

### Комедії суспільства
Вайлд, який спочатку навмисне дратував вікторіанське суспільство своїм одягом і темами для розмов, потім збурив його романом «Портрет Доріана Грея», про приховане в мистецтві зло, зрештою знайшов спосіб критикувати суспільство його ж власною зброєю. Постановка п'єси «Віяло леді Віндермір» вперше відбулася 20 лютого 1892 року на сцені Театру Сент-Джеймс, заповненому вершками суспільства. На поверхні це дотепна комедія, але всередині тонка диверсія: «вона завершується змовницьким приховуванням, а не колективним розкриттям». Аудиторія, подібно до леді Віндермір, мусила пом'якшити жорсткі соціальні норми на користь витонченішого погляду. Спектакль був надзвичайно популярний і місяцями гастролював країною, однак його розгромили консервативні критики.
Далі була «Жінка, не варта уваги» (1893 року), ще одна вікторіанська комедія, яка обертається навколо низки позашлюбних народжень, помилкових ідентичностей і запізнілих прозрінь. Вайлду замовили ще дві п'єси, і написаний 1894 року «Ідеальний чоловік» побачив світ у січні 1895 року.
Пітер Ребі вважає, що ці по суті англійські п'єси добре зрезонували, «Вайлд, який одним оком дивився на драматичний геній Ібсена, а другим — на комерційне змагання в лондонському Вест-Енді, поцілив аудиторію з неабиякою точністю».

### Родина Квінсберрі

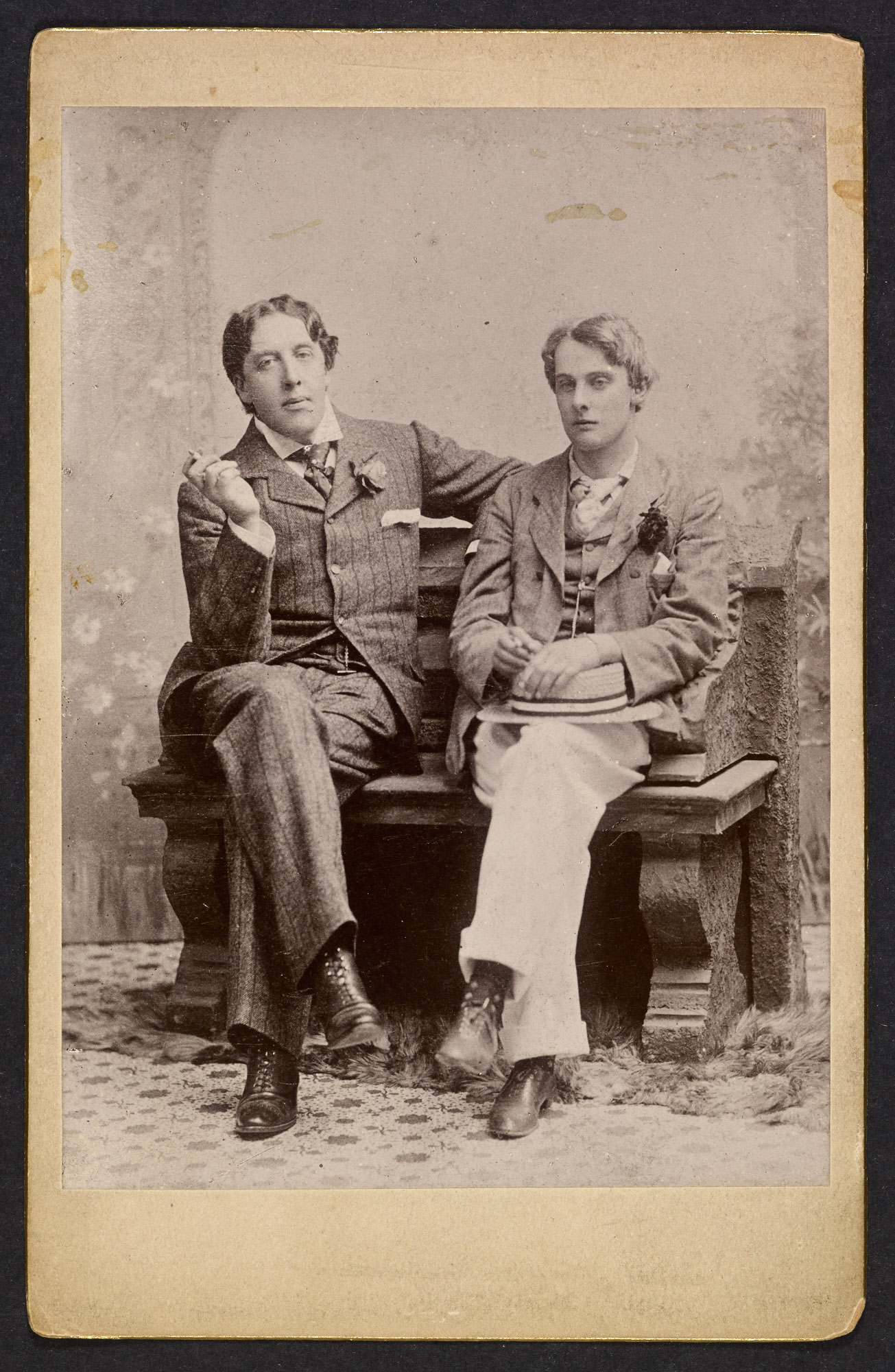
Вайлд і лорд Альфред Дуґлас, 1893 рік

У середині 1891 року Лайонел Джонсон познайомив Вайлда зі своїм двоюрідним братом лордом Альфредом Дуґласом, який тоді був бакалавром в Оксфорді. Це був гарний і розпещений молодий чоловік, якого рідні та друзі називали «Bosie». Між Вайлдом і Дуґласом зав'язалася близька дружба, і станом на 1893 рік Вайлд вже був закоханий у Дуґласа, а їхнє постійне спілкування переросло в бурхливий роман. Якщо Вайлд був досить нескромний, навіть показний, і це була своєрідна гра, то Дуґлас був безрозсудний на людях. Вайлд заробляв з постановок п'єс до £100 на тиждень (його зарплата в «The Woman's World» була £6) і задовольняв будь-яку примху Дугласа: матеріальну, художню та сексуальну.
Невдовзі Дуґлас ввів Вайлда у вікторіанське підпілля гей-проституції, а починаючи з 1892 року Альфред Тейлор знайомив його з молодими чоловіками-повіями з робочого класу (платними хлопцями). Ці нечасті зустрічі зазвичай проходили за однаковим сценарієм: Вайлд зустрічався з хлопцем, пропонував йому подарунки, вечеряв з ним наодинці, а потім відвозив його в готельний номер. На відміну від ідеалістичних педерастичних стосунків Вайлда з Россом, Джоном Ґреєм і Дуґласом, які були частиною його естетичного кола, ці партнери не були освічені і нічого не знали про літературу. Незабаром його світське і приватне життя різко розділилися.
Дуґлас і деякі друзі з Оксфорду заснували журнал «Хамелеон», куди Вайлд "надіслав шпальту парадоксів, первісно написаних для «Saturday Review». «Фрази і філософія на користь юнацтву» потрапили під атаку через шість місяців, під час суду над Вайлдом, коли йому довелося захищати журнал, який опублікував його твір.
Батько лорда Альфреда, маркіз Квінсберрі, був знаний своїм щирим атеїзмом, брутальною манерою і як автор сучасних правил боксу. Квінсберрі, який постійно сварився з сином, кілька разів сперечався з Вайлдом і лордом Альфредом щодо характеру їхніх взаємин, утім Вайльд зумів його заспокоїти. У червні 1894 року маркіз завітав до Вайлда без запрошення на Тайт-стріт, 16, і уточнив свою позицію: «Я не кажу, що ти такий, але ти маєш такий вигляд і так себе поводиш, що однаково погано. І якщо я впіймаю тебе і мого сина знову в будь-якому громадському ресторані, то надаю тобі стусанів», на що Вайлд відповів: «Не знаю правил Квінсберрі, але правило Оскара Вайлда — стріляти без попередження». В «De Profundis» він пише про цей випадок менш переможно: «Це було тоді, в моїй бібліотеці на вулиці Тайт, розмахуючи руками в повітрі, оскаженілий від люті, твій батько… стояв промовляючи кожне брудне слово, яке його ниций розум міг придумати, і кричав огидні погрози, які він згодом з такою підступністю здійснив». Квінсберрі лише раз розповів про цей випадок, заявивши, що Вайлд «shown him the white feather», тобто діяв боягузливо. Вайлд й намагався зберігати спокій, однак бачив, що стає залученим в жорстоку сімейну сварку. Він не бажав зносити образи Квінсберрі, хоча й знав, що протистояння з ним може призвести до катастрофи, якщо про його зв'язки дізнається громадськість.

### «Як важливо бути серйозним»
У своїй останній п'єсі «Як важливо бути серйозним» Вайлд знову повертається до теми перемикання ідентичностей: два головних герої п'єси «банберять» (мають альтернативні особистості в місті і в селі), що дозволяє їм уникнути вікторіанських звичаїв. Ця п'єса має навіть легший тон, ніж попередні комедії Вайлда. Якщо їхні персонажі в моменти кризи часто звертаються до серйозних тем, то ця п'єса позбавлена на той час вже стандартних вайлдівських персонажів: немає «жінки з минулим», головні герої не є ні лиходіями, ні хитрунами, просто лінивими cultivés, а ідеалістичні молоді жінки не такі вже й безневинні. Дія п'єси здебільшого відбувається у вітальнях і практично повністю позбавлена подій та насильства. Вона не має свідомого декадансу, присутнього в творах «Портрет Доріана Грея» і «Саломея».
Цю п'єсу, яку тепер вважають шедевром Вайлда, він написав швидко в період своєї творчої зрілості, наприкінці 1894 року. Перша постановка відбулась 14 лютого 1895 року на сцені Театру Сент-Джеймс в Лондоні й стала другою спільною роботою Вайлда з актором-менеджером Джорджем Александером. І автор, і продюсер ретельно переглянули, відредагували і відрепетирували кожну репліку, сцену і обстановку впродовж кількох місяців перед прем'єрою, створивши ретельно розроблене зображення пізньо-вікторіанського суспільства, і водночас глузуючи з нього. На прохання Александра під час репетицій Вайлд скоротив спектакль з чотирьох актів до трьох. Прем'єри на Сент-Джеймс здавалися «блискучими вечорами», і постановка «Як важливо бути серйозним» не стала винятком. Аллан Ейнсворт (який грав Елджернона) розповідав потім Гескету Пірсону: «за свої п'ятдесят три роки акторства я не пам'ятаю більшого тріумфу, ніж [ця] перша ніч». Сприйняття п'єси як найкращої роботи Вайлда до того моменту зрештою затвердило його славу як стійку художню репутацію. «Як важливо бути серйозним» залишається найпопулярнішою п'єсою драматурга.
Професійні успіхи Вайлда супроводжувалися ескалацією його ворожнечі з Квінсберрі. Квінсберрі планував образити Вайлда публічно, кинувши в'язку гнилих овочів на сцену; Вайлд був попереджений і влаштував так, що Квінсберрі не дозволили увійти до театру. Через п'ятнадцять тижнів Вайлд був у в'язниці.

## Судові процеси

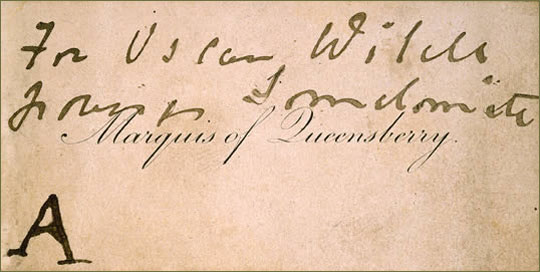
Візитівка маркіза Квінсберрі з власноручним образливим написом «Оскарові Вайлду, який удає з себе содоміта [sic]». В позові Вайлда про наклеп вона була позначена як речовий доказ 'A'.

### Вайлд проти Квінсберрі
18 лютого 1895 року маркіз залишив у клубі Албемарл, членом якого був письменник, свою візитівку з написом: «Оскарові Вайлду, який удає з себе содоміта [sic]». Вайлд, заохочуваний Дуґласом і всупереч порадам друзів, подав приватний позов проти Квінсберрі за наклеп, позаяк напис містив публічне звинувачення в тому, що Вайлд скоїв злочин содомії.
Квінсберрі заарештували за звинуваченням у злочинному наклепі, з можливим покаранням до двох років позбавлення волі. Згідно з Законом про наклеп 1843 Квінсберрі міг уникнути засудження за наклеп, лише довівши, що його звинувачення на адресу Вайлда відповідало фактам, і, крім того, що таке відкрите звинувачення могло принести якесь «суспільне благо». Тож адвокати Квінсберрі найняли приватних детективів, щоб знайти докази гомосексуальних зв'язків письменника.
На зборах «Saturday Review» у Café Royal 24 березня 1895 року друзі Вайлда радили йому не наполягати на судовому переслідуванні. Френк Гарріс попередив його, що «вони мають намір довести факти мужолозтва з твого боку» і радив йому втекти до Франції. Вайлд і Дуґлас вийшли роздратовані. Вайлд казав: «саме в такі моменти видно, хто є справжнім другом». Свідком цієї сцени був Бернард Шоу, який переказав її Артурові Ренсому 1913 року, за день чи два перед судом над Ренсоном за наклеп на Дуґласа. Для Ренсома це підтвердило те, що він сказав у книзі 1912 року про Вайлда: що суперництво Дуґласа за Вайлда з Роббі Россом і його суперечки з батьком призвели до публічних нещасть письменника, як Вайлд і написав у «De Profundis». Дуґлас програв справу. Шоу вмістив розповідь про суперечку між Гаррісом, Дуґласом і Вайлдом у передмову до своєї п'єси «Смаглява леді сонетів».
Судовий процес про наклеп став Cause célèbre, коли в пресі стали з'являтися непристойні подробиці особистого життя Вайлда з Тейлором і Дуґласом. Команда приватних детективів направила адвокатів Квінсберрі, на чолі з Едвардом Карсоном QC, у світ вікторіанського підпілля. Задокументовано зв'язки Вайлда з шантажистами і чоловіками-повіями, трансвеститами і борделями гомосексуалів, і опитано різних фігурантів, деяких примусили стати свідками, бо вони теж були співучасниками злочинів, у яких Вайлд був звинувачений.

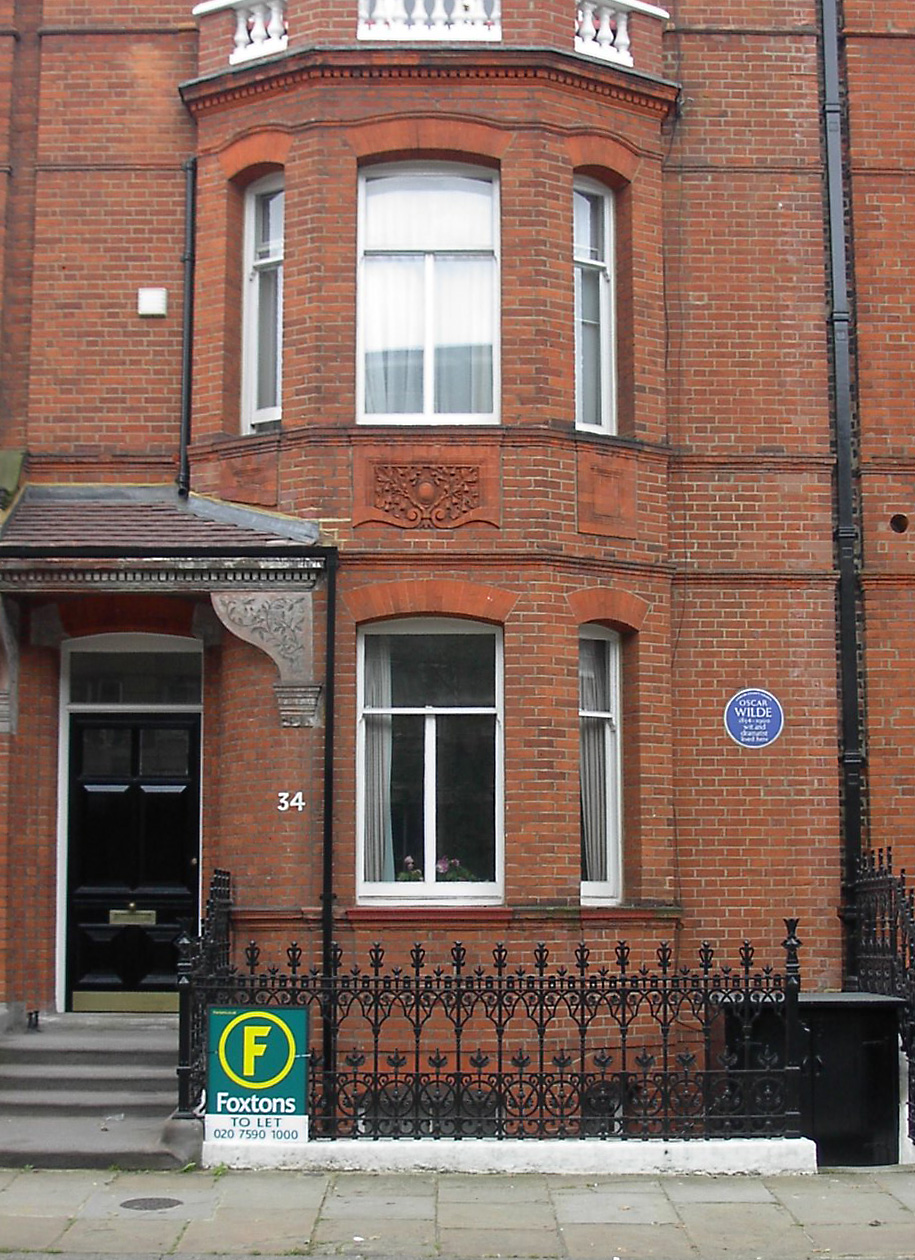
Тайт-стріт, Челсі, 34, сімейний будинок Вайлда від 1884 року до його арешту в 1895 році. У ті часи він мав номер 16 — відтоді будинки змінили нумерацію.

Судовий розгляд розпочався 3 квітня 1895 року. Вів засідання суддя Річард Генн Коллінз. В галереях для преси та громадськості діялися сцени майже істерії. Кількість доказів, зібраних проти Вайлда, змусила його оголосити покірно: «Саме я обвинувачувач у цій справі». Адвокат Вайлда, сер Едвард Джордж Кларк, відкрив справу, превентивно спитавши письменника про два навідні листи, які той написав Дуґласові, що були в розпорядженні захисту. Першого з них він схарактеризував як «сонет у прозі» й визнав, що «поетична мова» може здатися дивною для суду, але твердив, що намір був невинним. Вайлд заявив, що листи потрапили до шантажистів, які вимагали в нього гроші, але він відмовився платити £60 (£6,400 на сьогодні), «незвичайну ціну як для шматка прози такої довжини». Він закликав ставитися до листів як до творів мистецтва, а не чогось, за що має бути соромно.
Карсон, який теж був дублінцем і відвідував Триніті-коледж в один час із Вайлдом, провів перехресний допит письменника про те, як той сприймає моральний зміст своїх творів. Вайлд відповів з характерною дотепністю і легковажністю, запевняючи, що твори мистецтва не можуть бути моральними чи аморальними, а лише добре чи погано зроблені, і що тільки «скоти і неуки», чиї погляди на мистецтво «вкрай обмежені», можуть робити такі судження про мистецтво. Карсон, провідний адвокат, відхилявся від звичайної практики ставити закриті запитання. Карсон тиснув на Вайлда щодо кожної теми з усіх боків, вичавлюючи смислові нюанси з відповідей письменника, витягуючи їх із естетичного контексту, зображуючи Вайлда відлюдником і декадентом. У той час як Вайлд зібрав більшість смішків, Карсон набрав більшість юридичних балів. Щоб підірвати довіру до Вайлда і підтвердити, що він справді «позер-содоміт», як його назвав Квінсберрі, Карсон витягнув зі свідків визнання його здатності до «позерства», показавши, що він збрехав про свій вік під присягою. Граючи на цьому, він повертався до цієї теми упродовж усього свого перехресного допиту. А ще Карсон спробував обґрунтувати характеристику Квінсберрі цитатою з роману Вайлда «портрет Доріана Грея», посилаючись, зокрема, на сцену в другому розділі, в якій Лорд Генрі Воттон пояснює свою декадентську філософію Доріанові, «невинному юнакові» зі слів Карсона.
Далі Карсон перейшов до фактичних свідчень і допитав Вайлда про його дружбу з молодшими чоловіками нижчого класу. Вайлд зізнався, що приятелював з ними і дарував щедрі дарунки, але наполягав, що нічого поганого не сталося і ці чоловіки були просто хорошими друзями. Карсон кілька разів підкреслив незвичайний характер цих стосунків і натякнув, що чоловіки були повіями. Вайлд відповів, що не вірить в соціальні бар'єри і просто насолоджується товариством молодих чоловіків. Тоді Карсон запитав Вайлда прямо, чи той колись цілувався з якимось слугою-хлопцем. Вайлд відповів: «О ні! Він був зовсім негарний хлопець, на жаль, потворний — через це я його жалів». Карсон наполягав на відповіді, повторно запитавши, чому негарна зовнішність хлопця мала значення. Вайлд зробив паузу, потім вперше захвилювався: «Ви мене жалите і ображаєте, і намагаєтеся вивести з рівноваги; інколи хтось говорить такі речі легковажно, коли слід говорити серйозніше».
У своїй вступній промові на захист Карсон оголосив, що він розшукав кілька чоловіків-повій, які мають свідчити, що вони займалися сексом з Вайлдом. За порадою своїх адвокатів, Вайлд припинив судове переслідування. Квінсберрі визнано невинним, а суд оголосив, що його звинувачення в тому, що Вайлд «зображував із себе содоміта» [sic] було виправданим, — «правильним по суті і фактично». Згідно з Законом про наклеп 1843 року, виправдувальний вирок Квінсберрі призвів до юридичної відповідальності Вайлда за значні кошти, які Квінсберрі витратив на свій захист, тож Вайлд став банкрутом.

### Регіна проти Вайлда
Після того як Вайлд покинув суд, було видано ордер на його арешт за звинуваченням у содомії і розпусних діях. Роббі Росс відшукав Вайлда в Готелі Кадоган (Найтсбридж) в компанії Реджинальда Тернера. Обоє чоловіків радили Вайлдові відразу їхати до Дувру і спробувати знайти судно до Франції. Натомість мати порадила йому залишитися і боротися. Вайлд, що впав у ступор, тільки й зміг промовити: «Потяг поїхав. Нічого уже не вдієш». 6 квітня письменника заарештували за звинуваченням в «грубій непристойності» відповідно до розділу 11 Закону про поправки до кримінального законодавства 1885, термін, що позначає гомосексуальні стосунки, які за ступенем важкості не доходять до содомії (злочин в рамках іншого статуту). За вказівкою Вайлда, його лакей і Росс проникли в спальню і бібліотеку на вулиці Тайт, 16, й забрали звідти деякі особисті речі, рукописи та листи. Потім Вайлда помістили під варту у в'язницю Голловей, де його щодня навідував Дуґлас.

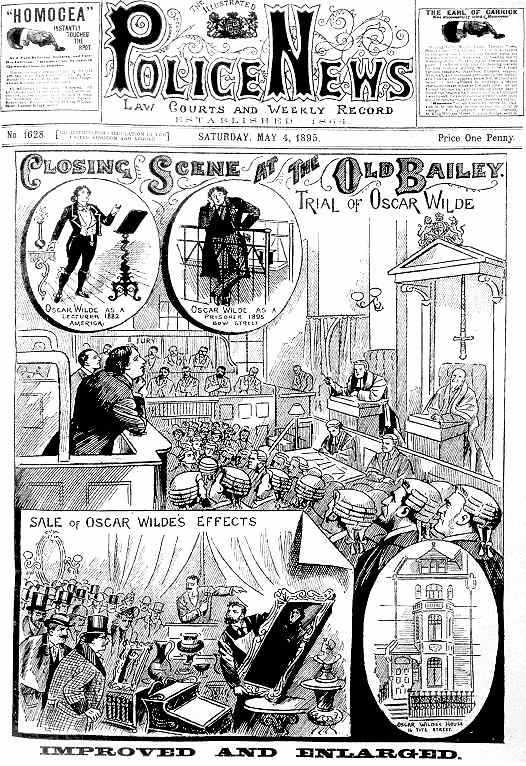
Вайлд у доці, The Illustrated Police News, 4 травня 1895 року

Події розвивалися швидко, і 26 квітня 1895 року розпочався суд. Суддею був Артур Чарлз. Вайлд не визнавав себе винним. Він вже благав Дуґласа, щоб той виїхав з Лондона до Парижа, але Дуґлас гірко скаржився, навіть бажав свідчити, однак за наполегливих прохань втік до готелю du Monde. Побоюючись переслідування, Роббі Росс та багато інших фігурантів також у цей час залишили Сполучене Королівство. Під перехресним допитом Вайлд був спочатку нерішучим, але потім почав говорити красномовно.:
|  | Чарлз Гілл (обвинувач): Що означає «Кохання, що не сміє вимовити своє ім'я»? Вайлд: «Кохання, що не сміє вимовити своє ім'я» в нашому столітті — це така велика прихильність старшого чоловіка до молодшого, як була між Давидом та Йонатаном, яку, наприклад, Платон зробив самою основою своєї філософії, і яку ви можете знайти в сонетах Мікеланджело та Шекспіра. Це така глибока духовна прихильність, яка настільки чиста, наскільки й досконала. Вона породжує і пронизує чудові твори мистецтва, на кшталт Шекспіра та Мікеланджело, і ті два мої листи, такими як вони є. Саме в цьому столітті її неправильно розуміють, настільки неправильно розуміють, що напрошується епітет „кохання, що не сміє вимовити своє ім'я“, і саме через це я потрапив сюди. Вона прекрасна, вона чудова, це найблагородніша форма прихильности. У ній немає нічого неприродного. Вона інтелектуальна, і постійно повторюється між старшими та молодшими чоловіками, коли старші чоловіки мають інтелект, а молодші мають всю радість, надію та блиск життя перед собою. Світ не розуміє, що так і має бути. Світ насміхається з неї, а іноді прив'язує за неї когось до ганебного стовпа. Оригінальний текст (англ.) Charles Hill (обвинувач): англ. What is "the love that dare not speak its name"?Wilde: англ. "The love that dare not speak its name" in this century is such a great affection of an elder for a younger man as there was between David and Jonathan, such as Plato made the very basis of his philosophy, and such as you find in the sonnets of Michelangelo and Shakespeare. It is that deep spiritual affection that is as pure as it is perfect. It dictates and pervades great works of art, like those of Shakespeare and Michelangelo, and those two letters of mine, such as they are. It is in this century misunderstood, so much misunderstood that it may be described as "the love that dare not speak its name," and on that account of it I am placed where I am now. It is beautiful, it is fine, it is the noblest form of affection. There is nothing unnatural about it. It is intellectual, and it repeatedly exists between an older and a younger man, when the older man has intellect, and the younger man has all the joy, hope and glamour of life before him. That it should be so, the world does not understand. The world mocks at it, and sometimes puts one in the pillory for it. |

Ця відповідь була контрпродуктивною в юридичному сенсі, оскільки лише підкріплювала звинувачення в гомосексуальній поведінці.
Судовий процес завершився тим, що присяжні не змогли винести вердикт. Адвокат Вайлда, сер Едвард Кларк, нарешті зміг добитися від судді, щоб той дозволив Вайлдові та його друзям внести заставу. Преподобний Стюарт Гедлам вніс більшу частину з £5,000, які вимагав суд, не погодившись зі ставленням до Вайлда з боку преси і суду. Вайлда звільнили з в'язниці Голловей і, уникаючи уваги, він заховався будинку Ернеста і Ади Леверсон, двох своїх вірних друзів. Едвард Карсон підійшов до QD Френка Локвуда, Генерального соліситора, і запитав: «може ми вже відпустимо його?». Локвуд відповів, що він хотів би так вчинити, але боїться, що справа стала надто політизованою, щоб її закрити.
На останньому засіданні суду головував суддя Віллс. 25 травня 1895 року Вайлда і Альфреда Тейлора визнано винними в сороміцькій непристойності і засуджено до двох років каторжних робіт Суддя сказав, що вирок максимально допустимий, але «зовсім недостатній для подібних випадків» і що справа була «найгіршою, яку я колись вів». Відповідь Вайлда «А я? Чи я не можу щось сказати, мій Лорд?» потонула в вигуках «ганьба!», що лунали в залі суду.

## Позбавлення волі
Засуджений під час «одного з перших процесів над знаменитістю» Вайлд перебував у в'язниці від 25 травня 1895 року до 18 травня 1897 року.
Спочатку його для оформлення помістили в Ньюгейтську в'язницю в Лондоні, а потім перевели у в'язницю Пентонвілл, де «каторжна праця», до якої його засудили, складалася з багатьох годин ходьби по тупчаку і скубання оукуму (розділення волокон у відривках старих морських канатів), і де ув'язненим дозволялося читати лише Біблію і Поступ Паломника.
Через кілька місяців його перевели до В'язниці Вандсворт у Лондоні. Ув'язнені там також перебували в режимі «каторжної праці, бідної їжі та жорсткого ліжка», що негативно позначилося на слабкому здоров'ї Вайлда. У листопаді він впав від хвороби й голоду під час служби в каплиці. При падінні порвалася барабанна перетинка правого вуха, і ця травма згодом призвела до його смерті. Два місяці він провів у лазареті.
Річард Б. Гелдейн, ліберальний депутат Парламенту і реформатор, відвідав Вайлда і 23 листопада 1895 року перевів його до Редингської в'язниці, за 48 км на захід від Лондона. Саме переведення було найпринизливішим моментом ув'язнення, юрба глумилася і плювала на нього на залізничній платформі. Решту свого ув'язнення він провів у Редінгу, під ідентифікаційним номером «С33» — в'язень третьої камери на третьому поверсі відділення С.

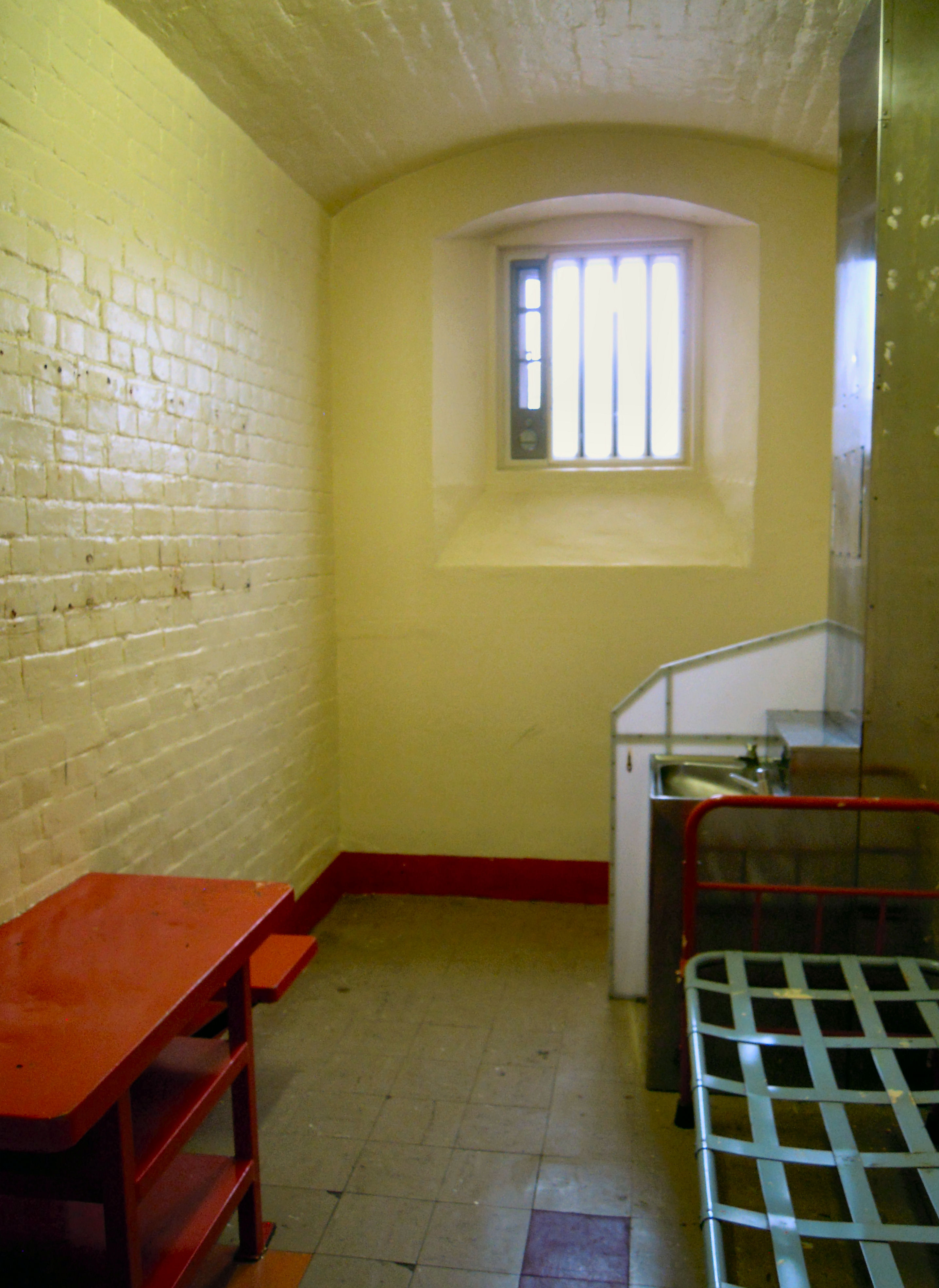
Камера Вайлда в Редингській в'язниці в тому вигляді, який вона має на сьогодні

Спочатку письменнику навіть не дозволяли користуватись папером і пером, але за наполяганням Гелдейна йому врешті-решт дали доступ до книг і письмового приладдя. Вайлд просив, серед іншого: Біблію французькою та італійською мовами і граматику німецької мови; деякі давньогрецькі тексти, «Божественну комедію» Данте, новий франкомовний роман Жоріса-Карла Гюїсманса про християнську спокуту під назвою En route, а також твори Святого Августина, кардинала Ньюмена і Волтера Пейтера.
Між січнем і березнем 1897 року Вайлд написав Дуґласові листа обсягом 50000 слів. Йому не дозволили його відправити, але дозволили взяти з собою після звільнення. В ньому Вайлд спокійно рефлексує над своєю кар'єрою до того моменту. Як спочатку він був барвистим Agent provocateur у вікторіанському суспільстві. Його мистецтво, як і його парадокси, прагнули підірвати, а також дати іскру. Сам він себе оцінював як: той, хто «перебуває у символічних стосунках з мистецтвом та культурою мого віку». Саме в той період найвищих досягнень почалось його життя з Дуґласом, і Вайлд аналізує це особливо прискіпливо, зрікаючись Дуґласа за те, що здається йому тепер зарозумілістю та марнославством. Він не забув репліку Дуґласа, сказану коли він був хворий: «коли ти не на п'єдесталі, ти нікому не цікавий». Утім, Вайлд звинуватив самого себе в моральній деградації характеру, яку він дозволив Дуґласові викликати в ньому, і бере на себе відповідальність за своє падіння: «я тут за те, що намагався запроторити твого батька до в'язниці». Перша половина закінчується тим, що Вайлд прощає Дуґласові, як заради себе самого, так і заради Дуґласа. У другій половині листа відстежено духовний шлях спокути і самореалізації Вайлда через його тюремне читання. Він зрозумів, що поневіряння наповнили його душу плодами досвіду, хоч би якими гіркими вони були тоді.
|  | …Я хотів їсти плоди з усіх дерев у Світовому саду… Тож, зрештою, я пішов туди, і жив так. Моєю єдиною помилкою було те, що я обмежив себе деревами тієї сторони саду, яка мені здавалася освітленою сонцем, і уникав іншої сторони за її тінь і морок. Оригінальний текст (англ.) .I wanted to eat of the fruit of all the trees in the garden of the world.. And so, indeed, I went out, and so I lived. My only mistake was that I confined myself so exclusively to the trees of what seemed to me the sun-lit side of the garden, and shunned the other side for its shadow and its gloom. |

19 травня 1897 року Вайлд вийшов з в'язниці і того ж вечора вирушив на кораблі до французького міста Дьєппа. Більше до Великої Британії він не повертався.
Вийшовши на свободу, він передав рукопис Россу, який можливо виконав, а можливо й ні, вказівку Вайлда надіслати копію Дуґласу (який пізніше заперечував, що отримав її). De Profundis частково опубліковано 1905 року, його повне і точне видання вперше відбулося 1962 року в Листах Оскара Вайлда.

## Занепад: 1897—1900

### Вигнання

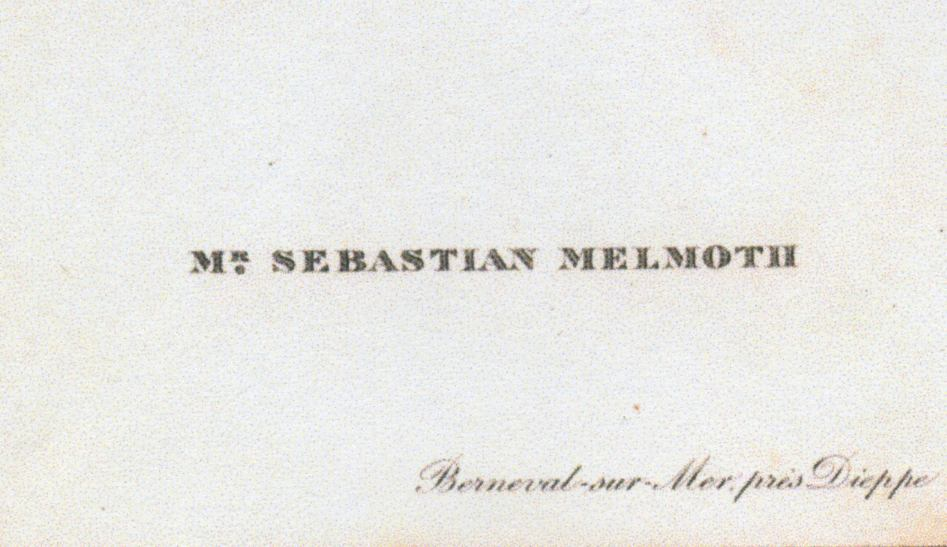
Візитна картка Оскара Вайлда після його звільнення з в'язниці

Хоча здоров'я Вайлда сильно постраждало у в'язниці від важких умов та харчування, він почувається духовно оновленим. Він одразу ж написав листа в Товариство Ісуса з проханням шестимісячного Католицького ретриту; коли ж в проханні відмовили, Вайлд заплакав. «Незабаром я збираюся увійти в лоно Католицької Церкви», сказав Вайлд журналістові, який запитав про його релігійні наміри.
Останні три роки життя письменник провів у злиденній еміграції. Він взяв ім'я «Себастьян Мельмот», на честь Святого Себастьяна і заголовного персонажа книги Мельмот-блукач (готичного роману Чарлза Матьюріна, сестра дружини якого була бабусею Вайлда). Вайлд написав два довгих листи редактору Daily Chronicle, в яких описав жорстокі умови в англійських в'язницях і закликав до пенітенціарної реформи. Своїм міркування про звільнення наглядача Мартіна, за те, що той поділився печивом зі знесиленою дитиною-в'язнем, він знову звернувся до теми корупції та виродження системи покарань, яку раніше окреслив у Душі людини за соціалізму.
Середину 1897 року Вайлд провів у товаристві Роберта Росса в Приморському селищі Берневаль-ле-Гран на півночі Франції, де написав «Баладу Редінзької в'язниці», в якій розповідає про страту Чарлза Томаса Вулдріджа, котрий в пориві гніву вбив свою дружину за її зраду. Він переходить з об'єктивної розповіді до символічної ідентифікації з ув'язненими в цілому. Він не намагається оцінити справедливість законів, за якими засуджено ув'язнених, але підкреслює жорстокість покарання, яка стосується їх всіх. Вайлд зіставляє страчену людину і себе рядком «Втім, кожна людина вбиває те, що любить». Він надав віршеві форми пролетарської балади й підписав його «С33» — тюремний номер Вайлда в Рединзькій в'язниці. Він припустив, що його можна опублікувати в Журналі Рейнольдса, «позаяк він має широкий обіг у кримінальних колах — до яких я тепер належу — цього разу мене будуть читати мої товариші — новий досвід для мене». Вірш одразу ж досягнув гучного комерційного успіху, витримавши сім видань упродовж менш як двох років, і тільки після цього ім'я «[Оскар Вайлд]» додали до титульної сторінки, хоча багато хто в літературних колах знав, що саме він автор.
Хоча Дуґлас і був причиною нещасть Вайлда, вони возз'єднались у серпні 1897 року в Руані. Друзі та сім'ї обох чоловіків були проти цієї зустрічі. Констанс Вайлд уже відмовлялась зустрічатися з чоловіком, і не дозволяла бачити синів, хоча й надсилала йому гроші — лише три фунти на тиждень. У другій половині 1897 року Вайлд і Дуґлас кілька місяців разом жили біля Неаполя, поки їхні сім'ї не розлучили їх під загрозою повного припинення фінансування.
Останнім притулком Вайлда був бруднуватий готель d'alsace (нині знаний як L'Hôtel) на вулиці Красних мистецтв у кварталі Сен-Жермен-де-пре у Парижі. «Ця бідність справді розриває серце: вона така мерзенна, вкрай гнітюча, безнадійна. Благаю, зробіть, що можете», — писав він своєму видавцеві. Він виправив і опублікував Ідеальний чоловік і Як важливо бути серйозним, що свідчить, зі слів Еллманна, про здатність письменника «володіти собою і своїми п'єсами», однак відмовлявся писати щось нове: «я здатен писати, але втратив радість від письма».
Він блукав бульварами на самоті й витрачав усі свої невеликі кошти на спиртне. Низка неприємних зустрічей з англійськими відвідувачами та французами, яких він знав у кращі дні, погіршила його настрій. Незабаром Вайлд був уже повністю прикутий до свого готелю, що змусило його пожартувати на одній з останніх прогулянок: «мої шпалери і я ведемо двобій на смерть. Один з нас має піти». 12 жовтня 1900 року він надіслав телеграму Россу: «Дуже кволий. Будь ласка, прийди». Його настрій коливався. Макс Бірбом розповідає, як їхній спільний друг Реджинальд 'Реджі' Тернер застав Вайлда дуже пригніченим після нічного кошмару. «Мені снилося, що я помер і сьорбав суп з мертвяком!» «Я певен, — відповів Тернер, — що ти був душею компанії».

### Смерть
25 листопада 1900 року Вайлд захворів на менінгіт, який тоді називався церебральним менінгітом. Роббі Росс прибув 29 листопада, викликав священника, і священник-пасіоніст з Дубліна брат Катберт Данн умовно хрестив Вайлда до лона католицької церкви. Вайлд охрестився в церкві Ірландії і до того ж пам'ятав про католицьке хрещення в дитинстві, що пізніше підтвердив виконавець цього обряду, брат Лоуренс Фокс. Брат Данн записав перебіг хрещення:
 Коли вуатюр котився темними вулицями тієї зимової ночі, мені розповіли частину сумної історії Оскара Вайлда… Роберт Росс став навколішки біля ліжка, допомагаючи мені як міг, поки я проводив умовне хрещення, а потім відповідав на питання, поки я робив розпростертому Соборування і читав молитви за присмертного. Позаяк чоловік був у напів-коматозному стані, то я не ризикнув причащати передсмертного. Утім, мушу додати, що він міг пробудитися і пробудився з цього стану в моїй присутності. Пробудившись, він дав знак, що перебуває в стані свідомости… Зрештою, я був повністю задоволений, що він зрозумів мене, коли я сказав, що збиралася прийняти його в лоно Католицької Церкви і відправити Причастя… І коли я повторив йому у вухо святі імена, Розкаяння, Віри, Надії та Любови, з покірним смиренням перед Божою волею, він намагався повторювати всі ці слова за мною
Вайлд помер від менінгіту 30 листопада 1900 року. Щодо причини захворювання існують різні думки: Річард Еллманн припускав, що то від сифілісу. Утім, Мерлін Голланд, онук Вайлда, вважав це помилкою, зазначаючи, що Вайлд захворів на менінгіт після хірургічного втручання, можливо трепанації соскоподібного відростка. Лікарі Вайлда, Пол Клейс та Корт Такер, повідомляли, що причиною була застаріла гноєтеча з правого вуха (через травму під час ув'язнення, див. вище), яку лікували впродовж кількох років (une ancienne suppuration de l'oreille droite d'ailleurs en traitement depuis plusieurs années), і нічого не казали про сифіліс.

### Поховання
Спочатку Вайлда поховали на цвинтарі Баньє за межами Парижа, а 1909 року прах перенесли на цвинтар Пер-Лашез в самому місті. Автором дизайну його могили був сер Джекоб Епстайн. Замовником пам'ятника був Роберт Росс, який попросив про невеликий відсік для власного попелу, який туди, як і належало, помістили 1950 року. Модерністський ангел, зображений у вигляді рельєфу на могилі, первісно мав чоловічі геніталії, які відтоді зазнали вандалізму і їхнє нинішнє місцеперебування невідоме. За вимогою французької влади, чоловіча геніталія янгола була закрита золотим листком. 2000 року Леон Джонсон, мультимедійний художник, встановив срібний протез замість них.
2011 року могилу очистили від багатьох слідів помади, залишених там шанувальниками, і встановили скляний бар'єр, щоб запобігти подальшим слідам або пошкодженням.
Епітафією є уривок з поеми Балада Редінзької в'язниці:.
And alien tears will fill for him

Pity's long-broken urn,

For his mourners will be outcast men,

And outcasts always mourn.

### Посмертне помилування
2017 року Вайлда разом із приблизно 50 тис. осіб амністували за гомосексуальні стосунки, які, після набуття чинности так званого Закона Алана Тьюрінга, вже не вважалися злочином.

## Життєписи

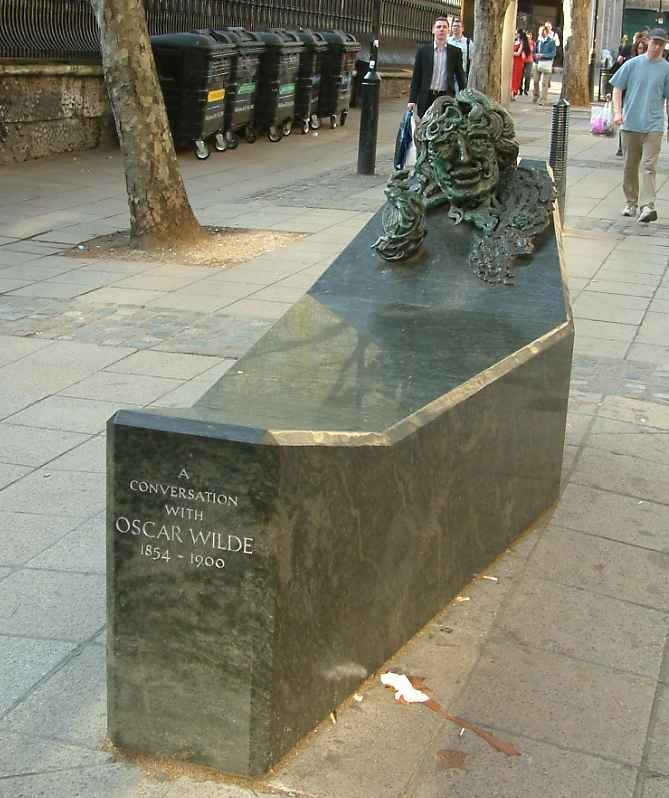
«Розмова з Оскаром Вайлдом» — міський пам'ятник письменникові, роботи Меггі Гемблінг, на Аделаїда-Стріт, неподалік від Трафальгарської Площі (Лондон)

Життя Вайлда стало предметом численних життєписів після його смерті. На початках були спогади тих, хто його знав: часто це особисті відомості під враженням від спілкування, які можуть бути хорошими нарисами характеру, але іноді фактично ненадійні. Френк Гарріс, його друг і редактор, написав життєпис Оскар Вайлд: його життя і Сповідь (1916); хоча і схильна до перебільшень, а іноді й неточна, вона пропонує хороший літературний портрет Вайлда. Лорд Альфред Дуґлас написав дві книги про свої стосунки з Вайлдом. Оскар Вайлд і я (1914), яку значною мірою написав запрошений автор Т. В. Г. Кросланд. У ній він мстиво відреагував на відкриття, що de Profundis адресована йому, і, захищаючись, спробував відокремити себе від скандальної репутації Вайлда. Обидва автори пізніше шкодували про свою працю. Згодом, у книгах «Оскар Вайлд: Підбиття підсумків» (1939) та своїй Автобіографії він краще поставився до Вайлда. Інші близькі друзі письменника, Роберт Шерард, його літературний виконавець Роберт Росс та Чарлз Ріккетс — різними способами публікували життєписи, спогади та листування. Перший більш-менш об'єктивний життєпис Вайлда з'явився тоді, коли Гескет Пірсон написав «Оскар Вайлд: його життя і дотепність» (1946). 1954 року син Вайлда Вівіан Голланд опублікував свої мемуари Син Оскара Вайлда, де розповідає про труднощі, яких довелося зазнати дружині та дітям письменника після його ув'язнення. 1989 року цю книгу переглянув та оновив Мерлін Голланд.
1912 року вийшла книга Артура Ренсома «Оскар Вайлд, критичне дослідження». У ній лише побіжно згадано про життя Вайлда, але згодом Ренсома (і The Times Book Club) було притягнуто до суду за наклеп на лорда Альфреда Дуґласа. Слухання відбулися у квітні 1913 року у Високому суді в Лондоні. Дуґлас програв позов про наклеп після того, як прочитання de Profundis спростувало його твердження.
1987 року Річард Еллманн написав життєпис «Оскар Вайлд», за яку йому посмертно присудили премію Національного (США) гуртка книжних критиків 1988 року, а також Пулітцерівську премію 1989 року. 1997 року на основі цієї книги знято фільм Вайлд, режисером якого став Браян Гілберт, а роль письменника виконав Стівен Фрай.
В життєписі 2003 року «Таємниця життя Оскара Вайлда», Ніл Маккенна пропонує дослідження сексуальности письменника. Цю багато в чому спекулятивну працю широко критикували за те, що в її основі чисті здогади, і за відсутність наукової строгости. В своїй праці Оскарові книги (2008) Томас Райт досліджує прочитане Вайлдом від дитинства в Дубліні до смерті в Парижі. Відстеживши чимало книг, які колись були у бібліотеці Вайлда на вулиці Тайт (розійшлися під час його судових процесів), Райт став першим дослідником маргіналій Вайлда.
Паризькі літератори теж написали кілька оригінальних життєписів і монографій про нього. Андре Жід написав «На пам'ять, Оскар Вайлд», а також згадував про Вайлда у щоденниках. Томас Луїс, який перед тим перекладав книги про Вайлда на французьку мову, 1920 року написав L'esprit d'Oscar Wilde. Серед сучасних книг Оскар Вайлд Філіппа Жуліана, а також L'affaire Oscar Wilde, ou, Du danger de laisser la justice mettre le nez dans nos draps (Справа Оскара Вайлда, або про небезпеку того, коли правосуддя суне свій ніс у наші листи) Одона Валле, французького історика-релігієзнавця.

## Погляди й творчість
Погляди майбутнього письменника формувалися в батьківському домі: тут же влаштовувалися поетичні вечори, дім відвідували цікаві, творчо обдаровані люди. У шкільні роки читав в оригіналі трагедії Есхіла і з дитинства привчався існувати у світі поетичних образів, поваги до краси, створеної людиною. Атмосферу краси, що панувала у батьківському домі, сприймав як єдину можливу атмосферу існування.
Значною мірою на формування естетичних поглядів вплинула університетська освіта. Його обдарованість визнавали всі викладачі. Найбільше він цінував думки двох професорів, ім'я кожного з яких багато важить в англійській культурі. Спочатку був Джон Раскін, чудовий лектор, який викладав курс історії мистецтва; згодом Раскіна змінив Волтер Пейтер, який не славився таким красномовством, як його попередник, проте мав неабиякий хист до письменства. Раскін був автором багатьох досліджень античного мистецтва й філософії: особливий вплив на сучасників мали його роботи про мистецтво Відродження, яких автор назвав «святим письмом краси». Пейтер вивчав архітектуру Франції, малярство Італії, був автором праць із «поезії архітектури», ренесансного й сучасного живопису. Висновком його праць стало положення про те, що мистецтво надихається самим мистецтвом і що існує воно лише для себе, йому не потрібні інші обґрунтування. Це положення визначило розвиток цілого напряму в мистецтві кінця XIX ст. Віддаючи належне їхнім творчим пошукам, Вайлд ішов власним шляхом, засвоївши з ренесансної естетики положення про те, що мудрість досягається лише через досвід.
Шлях цей був і складним, і небезпечним: досягав успіху, і робив помилки. Напередодні 1882, маючи лише цю першу книжку, але вже знаменитий незвичністю своїх суджень та неординарною поведінкою, вирушив на «завоювання» Америки. Там читає «естетські» лекції, пропагує «нове відродження» в англійській літературі.

## Вибрані твори
- «Равенна» (англ. Ravenna; 1878)
- «Вірші» (англ. Poems; 1881)
- «Щасливий принц та інші казки» (англ. The Happy Prince and Other Tales; 1888, казки)
- «Злочин лорда Артура Севайла та інші оповідання» (англ. Lord Arthur Savile's Crime and Other Stories; 1891, оповідання)
- «Гранатовий будиночок» (англ. A House of Pomegranates; 1891, казки)
- «Наміри» (англ. Intentions; 1891, есе та діалоги з естетики)
- «Портрет Доріана Грея» (англ. The Picture of Dorian Gray; вперше опубліковано в Щомісячному журналі Ліппінкотт[en] у липні 1890 року, у формі книги вийшов 1891 року; роман)
- «Душа людини за соціалізму» (англ. The Soul of Man under Socialism; 1891, політичний нарис)
- «Віяло леді Віндермір» (англ. Lady Windermere's Fan; 1892, п'єса)
- «Жінка, не варта уваги» (англ. A Woman of No Importance; 1893, п'єса)
- «Ідеальний чоловік» (англ. An Ideal Husband; поставлено 1895, опубліковано 1898; п'єса)
- «Як важливо бути серйозним» (англ. The Importance of Being Earnest; поставлено 1895, опубліковано 1898; п'єса)
- «De Profundis» (написано 1897, опубліковано в різних варіантах 1905, 1908, 1949, 1962; послання)
- «Балада Редінзької в'язниці» (англ. The Ballad of Reading Gaol; 1898, поема)

### «Щасливий принц»
Письменник прагнув, щоб проза стала не просто хронікою чи проповіддю, а мистецтвом, в якому так багато важать вигадка, барвистість, гротеск, умовність, гра. Шукаючи можливості говорити про реальність іншою мовою, ніж фактографічна література, яка, на його думку, була нездатна передати все багатство й різноманітність дійсності, він звернувся до жанру казки. Як зазначав сам Оскар Вайлд, він поставив перед собою завдання описати те, чого ніколи не було.
Зі спогадів його сина Вівіана: «Він був для нас справжнім товаришем і завжди доставляв нам задоволення своїми частими появами у дитячій. Він залишався в душі настільки дитиною, що обожнював брати участь у наших іграх. Коли ж він втомлювався від ігор, він умів нас змусити заспокоїтися, розповідаючи казки про добрих чарівників або які-небудь історії зі своєї невичерпної пам'яті. Він був великим шанувальником Жюля Верна, Стівенсона і Кіплінга. Одного разу Сиріл (перший син Оскара Вайлда) запитав, чому в його очах стояли сльози, коли він читав нам „Велетня-себелюбця“, і він відповів, що істинно прекрасні речі завжди викликають у нього сльози».
Про своє розуміння складних взаємин між вигадкою й реальністю, фантазією й фактом (зокрема між життям і літературою) говорив уже у «Кентервільському привиді» (англ. The Canterville Ghost, 1887), який мав підзаголовок «Матеріально-ідеалістична історія». 1888 року виходить перша збірка казок «Щасливий принц та інші казки» (англ. The Happy Prince and Other Tales / Stories). Прагнення звернути увагу читачів на різноманітність життя, яке не вичерпується фактами буденності, доводило, що його твори звернені не тільки до дітей. Через кілька років Вайлд повернувся до жанру казки і створив нову збірку «Гранатовий будиночок» (англ. A House of Pomegranates, 1891). За художньою фактурою його казки нагадують Ганса Крістіана Андерсена, і тогочасна критика так сприйняла казки Оскара Вайлда: «Якщо це і відлуння Андерсена, то вторить воно йому чарівно».
Сам автор називав казки «короткими історіями» або «етюдами в прозі для дітей від 18 до 80 років» і рекомендував їх дорослим, котрі не втратили здатності радіти і дивуватися.
У всіх своїх літературних творах, як і у житті, письменник широко використовував парадокс, який був, і літературним прийомом, і способом мислення. Письменнику була близька теза його літературних попередників, діячів доби Відродження, які гостро поставили проблему про співвідношення правди й красномовства, усвідомивши, що гра словом може бути небезпечна, вона може віддаляти від істини, а не вести до неї. Парадоксальними в Вайлда стають не тільки окремі вислови, а й ситуації.
У казці «Щасливий принц» живий принц не знав сліз. Його Палац безтурботності був розташований за високим муром, який відмежовував прекрасний придворний садок від міста. А після смерті принц зміг пізнати жаль і смуток людей і навчився співчувати їм — сльози котилися із сапфірових очей його статуї, яка стояла на високій колоні над містом. Ластівка знімала з неї шматочки позолоти і відносила бідним. Але статую забрали з міської площі: «У ній уже немає краси, а відтак, немає і користі» — промовляв в Університеті професор Естетики. Проте з цим не могло погодитись жодне читацьке серце. Так автор прагнув викрити утилітарний, занадто практичний підхід до розуміння краси. І парадоксально суперечив сам собі: краса душі і серця принца реалізувались саме в його бажанні бути корисним людям. Роздуми про співвідношення добра, користі й краси червоною ниткою пройшли через усі його твори.

### «Портрет Доріана Грея»
Роман «Портрет Доріана Грея», створений у рекордно короткий термін, приніс автору скандальну славу. У передмові до роману автор писав: «Немає книг моральних або аморальних. Є книги добре написані і погано написані. Ото й усе». Він відстоював право мистецтва відображати все і створювати досконале недосконалими засобами. Герой його твору власним життям доводив позаморальність краси, але у фіналі роману він покараний за це. З цього зовсім не випливає, що письменник брав на себе право моралізувати й повчати. Остання теза передмови твердить: «Будь-яке мистецтво не дає жодної користі». У грі таких взаємовиключних протиріч і полягає творчість автора: чи то приховуватися за маскою естета-денді, чи то грати в невловимість, — усе це йому цілком під силу. І справа тут не тільки в «бальзаківському парадоксі» — явищі, коли автор як митець, покликаний сказати правду, не може її не сказати, й виявляється гіднішим самого себе мислителя й теоретика. Така сила творчості й мистецтва слова. Справа ще й у тому методі, який обирає або виробляє Вайлд: він грає словом, подає протилежні судження, їхні зіткнення, але ніколи в межах художнього цілого потворне і неморальне не перемагає. У тій самій передмові до роману він писав: «Мистецтво — дзеркало, яке віддзеркалює того, хто в нього дивиться, а не все життя». Він чудово засвоїв університетські лекції Пейтера, який говорив про усталену мінливість життя. Наприкінці свого життя автор скаже: «Життя — не можна писати, життя можна тільки жити». І він жив, переносячи гру словами і поняттями у життя.

## Успіх
Найбільший успіх і визнання принесли Вайлду його п'єси, якими вступав у творче змагання з іншим англійським драматургом і майстром парадоксу — Бернардом Шоу. Шоу визнавав молодого драматурга за гідного суперника і так визначив різницю між їхніми творами: «Так, це по-справжньому смішно, але якщо комедія мене тільки забавляє, нездатна зворушити, я вважаю, що даремно поїхав на виставу». З появою комедій автору прийшли слава і багатство, але над життям письменника заходили і хмари. Він пошивав у дурні і розлючував обивателів. І вони, так само, як заплутались колись у підсумках його роману, не бачили різниці між сутністю письменника і його маскою.

## Твори Вайлда в мистецтві
- опера «Кентервільський привид»: шведського композитора Арне Меллнеса; композитора Олександра Кнайфеля
- опера «Соломія» композитора Ріхарда Штрауса
- кінематографічні екранізації: «Віяло леді Віндермір» (реж. Ернст Любіч, 1925), «Портрет Доріана Грея» (реж. Олівер Паркер[en], 2009), «Ідеальний чоловік» (реж. Олівер Паркер, 1999), «Саломея» (реж. Аль Пачино, 2011)[230].

## Переклади українською

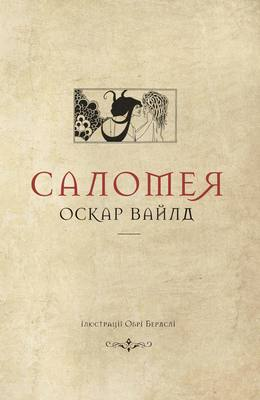
Обкладинка українського видання п'єси «Саломея» Оскара Вайлда із ілюстрацією Обрі Бердслі в оформленні («Видавництво Анетти Антоненко», 2018)

- Вайльд Оскар. «Саломе». «Українська Накладня». Ляйпціг, 1919. 94 с.
- Вайльд Оскар. «Велетень-себелюб». Видавнича Спілка «Українське Слово». Реґенсбурґ, 1947. 16 с.
- Вайльд Оскар. «Зоряний Хлопчина». Видавнича Спілка «Українське Слово». Реґенсбурґ, 1947. 38 с.
- Оскар Вайльд. «Портрет Доріана Ґрея». Київ: Видавництво: «Школа», 2003. 255 с.
- Вайльд Оскар. Портрет Доріана Ґрея: Роман: Для ст. шк. віку / Пер. з англ. та прим. Ростислав Доценка; Київ: Школа, 2003.
- Вайлд Оскар. Щасливий принц. Видавництво: Пірамід. 2008. ISBN 978-966-441-066-0
- Вайлд Оскар. Портрет Доріана Ґрея. Доросла серія. Видавництво: «А-БА-БА-ГА-ЛА-МА-ГА». 2012. 320 ст. ISBN 978-617-585-031-2
- Оскар Вайлд. Душа людини за соціалізму / Переклад з англійської: Ірина Карівець, Ігор Карівець. Літературний журнал «Кур'єр Кривбасу», № 276-277 листопад-грудень 2012, С. 77-104.
- Оскар Вайльд. «Зоряний хлопчик». Львів: Видавництво Старого Лева, 2013 Переклала Наталія Трохим. ISBN 978-617-679-015-0
- Вайлд Оскар. Ідеальний чоловік; Як важливо бути серйозним / пер. з англ. Олекси Негребецького. — К. : Знання, 2014. — 222 с. — (English Library). ISBN 978-617-07-0202-9
- Вайльд Оскар. «Кентервільський привид». Світ чарівних казок. Видавництво: «Віват». 2015. 64 ст. ISBN 978-617-690-155-6
- Вайлд Оскар. Портрет Доріана Ґрея / пер. з англ. Олени Ломакіної. — Київ: Видавництво: Знання, 2015. — 283 с. — (English Library).
- Вайлд Оскар. Хлопчик-зірка та інші казки. English Library. Видавництво: «Знання». 2016. 207 ст. ISBN 978-617-07-0343-9
- Вайлд Оскар. «Кентервільський привид». Істини. Видавництво: «Фоліо». 2018. 155 ст. ISBN 978-966-03-8043-1
- Вайлд Оскар. Портрет Доріана Ґрея (збірник). Шкільна бібліотека української та світової літератури. Видавництво: «Фоліо». 2017. 398 ст. ISBN 978-966-03-5461-6
- Вайлд Оскар. Казки для дітей. Видавництво: «Форс Україна». 2017. 160 ст. ISBN 978-617-7347-57-5
- Вайлд Оскар. Злочин лорда Артура Севайла та інші оповідання. English Library. Видавництво: «Знання». 2017. 223 ст. ISBN 978-617-07-0500-6
- Оскар Вайльд. Портрет Доріана Ґрея. The picture of Dorian Gray. Переклад: Ростислав Доценко. Видавництво: «Фоліо». 2018. 480 ст. ISBN 978-966-03-8119-3
- Оскар Вайлд. «Саломея». — Львів : «Видавництво Анетти Антоненко», 2018. — 80 с. — («Колекція. Театральна») — ISBN 978-617-719-297-7. (переклад з англійської — Катерина Міхаліцина)[231].

### Виноски
1. ↑  The essay was later published in «Miscellanies», the final section of the 1908 edition of Wilde's collected works. (Mason, S. 1914:486)
2. ↑  Wilde reputedly told a customs officer that «I have nothing to declare except my genius», although the first recording of this remark was many years later, and Wilde's best lines were often quoted immediately in the press. (Cooper, John. Attribution of 'I have nothing to declare except my genius'. Oscar Wilde in America. Процитовано 12 серпня 2012.)
3. ↑  Найстарший син Квінберрі, Френсіс Дуґлас, віконт Драмленріг[en], можливо мав інтимний зв'язок з Арчибальдом Прімроузом, прем'єр-міністром, у якого був особистим секретарем, що закінчилося смертю Драмленріга від пострілу за нез'ясованих обставин. Хай там як, а маркіз Квінсберрі вірив, що його синів зіпсували старші гомосексуали, або, як він це сформулював у листі невдовзі після смерті Драмленріга: «Montgomerys, The Snob Queers like Rosebery and certainly Christian Hypocrite like Gladstone and the whole lot of you». Ellmann (1988:402)
4. ↑  Написане рукою Квінсберрі майже неможливо було розібрати: швейцар спочатку прочитав «сутенер і содоміт» (англ. ponce and sodomite), але Квінсберрі сам твердив, що написав був «той, хто вдає з себе содоміта» (англ. posing 'as' a sodomite), і таке звинувачення легше захищати в суді. Мерлін Голланд робить висновок, що Квінсберрі майже напевне написав «posing som[sic][*]», (Holland (2004:300))
5. ↑  1905 року Росс опублікував версію листа під назвою De Profundis, прибравши з неї всі згадки про Дуґласа, потім трохи розширив її для видання вибраних творів Вайлда 1908 року, і передав листа до Британського музею за умови, що його не оприлюднять до 1960 року. 1949 року син Вайлда Вівіан Голланд опублікував його знову, вмістивши частини, які до цього були опущені, але поклавшись на машинопис з помилками, який передав йому Росс. Машинопис Росса містив кілька сотень помилок, зокрема одруківок, Россових «поліпшень» та інших незрозумілих недоглядів. Holland/Hart-Davis (2000:683)
6. ↑  Robert Ross, in his letter to Мор Еді[en] (dated 14 December 1900), described a similar scene: «(Wilde) was conscious that people were in the room, and raised his hand when I asked him whether he understood. He pressed our hands. I then went in search of a priest and with great difficulty found Fr Cuthbert Dunne, of the Passionists, who came with me at once and administered Baptism and останнє помазання[en] — Oscar could not take the євхаристії».(Holland/Hart-Davis (2000:1219–1220))
7. ↑  Епстайн розробив дизайн разом з архітектором Чарлзом Голденом, для якого Епстайн зробив кілька суперечливих замовлень у Лондоні.

### Цитати
1. 1 2  Oscar Fingal O'Flahertie Wills Wilde — 2000.
2. ↑  Beckson K. Encyclopædia Britannica
3. ↑  Le Temps, الطان — Paris: 1900. — P. 3. — 29592 екз. — ISSN 1150-1073
4. 1 2 3 4 5  Чеська національна авторитетна база даних
5. ↑  CONOR.Sl
6. 1 2 3 4 5 6  Kindred Britain
7. ↑  Oxford Dictionary of National Biography / C. Matthew — Oxford: OUP, 2004.
8. 1 2  Catalog of the German National Library
9. ↑  Портрет Доріана Ґрея. ababahalamaha.com.ua. Процитовано 03-11-2014.
10. ↑  On This Day: Oscar Wilde was convicted of gross indecency for homosexual acts. IrishCentral.com (англ.). 25 травня 2024. Процитовано 25 грудня 2024.
11. ↑  Irish Genealogy. churchrecords.irishgenealogy.ie. Процитовано 7 липня 2024.
12. ↑  Sturgis, Matthew (2019) [2018]. Oscar: A Life. London: Head of Zeus. с. 9. ISBN 9781788545983. Процитовано 28 червня 2022. Jane had also convinced herself that the Elgee name derived from the Italian 'Algiati' – and from this (imaginary) connection she was happy to make the short leap to claiming kinship with Dante Alighieri (in fact the Elgees descended from a long line of Durham labourers).
13. ↑  Literary Encyclopedia – Oscar Wilde. Litencyc.com. 25 січня 2001. Процитовано 3 квітня 2009.
14. 1 2 3  Sandulescu (1994:53)
15. ↑  McGeachie, James (2004). Wilde, Sir William Robert Wills (1815–1876). Oxford Dictionary of National Biography. Oxford, England: Oxford University Press.
16. ↑  Pearce, Joseph (2004). Mask of Mysteries). The Unmasking of Oscar Wilde. San Francisco: Ignatius Press. с. 24. ISBN 1-58617-026-0.
17. ↑  Google Books link to Pearce, Joseph The Unmasking of Oscar Wilde
18. ↑  St. Ann's Church website. Stann.dublin.anglican.org. Процитовано 15 травня 2014.
19. ↑  Coakley, 1994, с. 112—114: |  | Не певен, чи вона сама колись прийняла католицтво, але невдовзі вона попросила мене, щоб я настановив двох її дітей, один з яких - майбутній навіжений геній, Оскар Вайлд. Через кілька тижнів я охрестив цих двох дітей, Леді Вайлд сама була присутня на цій події. |"
20. ↑  Ellmann (1988:13)
21. ↑  Women's Museum of Ireland | Articles | Isola Wilde. web.archive.org. 18 січня 2022. Процитовано 25 грудня 2024.
22. ↑  Oscar Wilde and the sister’s death that haunted his life and work. The Irish Times (англ.). Процитовано 7 липня 2024.
23. ↑  Aquien, Pascal (2006). Oscar Wilde: les mots et les songes : biographie (фр.). Aden. ISBN 978-2-84840-080-8.
24. ↑  Poems: Oscar Wilde. (1881) p 37
25. ↑  Richard Ellmann: Oscar Wilde p 18
26. ↑  Ellmann (1988:20)
27. ↑  Sandulescu (1994:55–56)
28. ↑  Schwab, Arnold T.: Review of «George Moore: A Reconsideration», by Brown, Malcolm. Nineteenth-Century Fiction, Vol. 10, No. 4, March 1956. pp. 310—314.
29. 1 2  McMahon, Theo (2003). The Tragic Deaths in 1871 in County Monaghan of Emily and Mary Wilde-Half-Sisters of Oscar Wilde. Clogher Record. Т. 18, № 1. с. 129—145. doi:10.2307/27699497. ISSN 0412-8079. Процитовано 25 грудня 2024.
30. ↑  Ellmann (1988:25)
31. ↑  Sandulescu (1997:59)
32. ↑  Ellmann (1988:26)
33. ↑  Ellmann (1988:27)
34. ↑  Ellmann (1988:29)
35. ↑  Coakley (1994:154)
36. ↑  Oscar Wilde's money diary: how the Irish playwright lived in debt. The Telegraph. Архів оригіналу за 4 червня 2020. Процитовано 26 серпня 2020.
37. ↑  Див. сторінки 183–5 книги Томаса Тафілла «The Ripper Code» (The History Press, 2008), у якій він згадує про своє дослідження в архівах Оксфорд Юніон. Ця книга також містить світлину неуспішної спроби вступу Вайлда в юніонське «Probational Members Subscriptions» (022/8/F2/1) for the period 1862—1890.
38. ↑  Ellmann (1988:39)
39. ↑  Ellmann (1988:65)
40. ↑  OSCAR WILDE A University Mason. PS Review of Freemasonry.
41. ↑  Ellmann (1988:70)
42. ↑  Sandelsecu (1994:375–376)
43. ↑  Ellmann (1988:43–44)
44. ↑  Breen (1977, 2000) pp22–23
45. ↑  Ellmann (1988:44)
46. ↑  Ellmann (1988:78)
47. ↑  Ellmann (1988:46)
48. ↑  De Profundis, Holland/Hart-Davis (2000:735)
49. 1 2  Ellmann (1988:95)
50. ↑  Ellmann (1988:93)
51. ↑  Letter to William Ward; Holland/Hart-Davis (2000:70); see also Ellmann (1988:94)
52. ↑  Kifeather (2005:101)
53. ↑  Letter to Florence Balcombe, Holland/Hart-Davis (2000:71)
54. ↑  Letter to Florence Balcombe, Holland/Hart-Davis (2000:71); See also Ellmann (1988:99)
55. ↑  Holland/Hart-Davis (2000:72–78)
56. ↑  Ellmann (1988:102)
57. ↑  Ellmann (1988:105)
58. ↑  Ancestry.com and The Church of Jesus Christ of Latter-day Saints. 1881 England Census [database on-line]. Provo, UT, USA: Ancestry.com Operations Inc, 2004. Source Citation: Class: RG11; Piece: 78; Folio: 56; Page: 46; GSU roll: 1341017. Retrieved 2 March 2010.
59. ↑  Ellmann (1988:131)
60. ↑  Mason (1914:282)
61. ↑  Morley (1976:36)
62. ↑  Hyde (1948:39)
63. ↑  Ellmann (1988:132–133)
64. ↑  Cooper, John. S.S. Arizona. Oscar Wilde in America. Процитовано 15 жовтня 2017.
65. ↑  Cooper, John. The Lecture Tour of North America 1882. Oscar Wilde in America. Архів оригіналу за 16 жовтня 2017. Процитовано 15 жовтня 2017.
66. 1 2  Mendelshon, Daniel; The Two Oscar Wildes, New York Review of Books, Volume 49, Number 15 · 10 October 2002
67. ↑  Kiberd (2000:329–330)
68. ↑  Higginson, Thomas Wentworth (4 лютого 1882). Unmanly Manhood. Woman's Journal. Boston. Архів оригіналу за 3 червня 2017. Процитовано 14 квітня 2010.
69. ↑  King, Steve. Wilde in America. Today in Literature. Процитовано 14 квітня 2010. Regarding Wilde's visit to Leadville, Colorado, 24 December 1881.
70. ↑  Ellmann (1988:205)
71. ↑  Ellmann (1988:228)
72. ↑  Oscar & Constance Wilde. Saint James, Sussex Gardens, London. Архів оригіналу за 8 січня 2009. Процитовано 14 квітня 2010.
73. ↑  Fitzsimons, Eleanor. Wilde's Women: How Oscar Wilde Was Shaped by the Women He Knew (англ.). The Overlook Press. ISBN 9781468313260. Процитовано 25 вересня 2016.
74. ↑  Ellmann (1988:273)
75. ↑  Ellmann (1988:259)
76. ↑  Mendelsohn, Daniel (2008). The two Oscar Wildes. How Beautiful It Is and How Easily It Can Be Broken: Essays By Daniel Mendelsohn. New York: HarperCollins. с. 218. ISBN 978-0-06-145644-2.
77. ↑  Ellmann (1988:289)
78. ↑  Ellmann (1988:247–248)
79. ↑  Peters, William Theodore (16 грудня 1894). Oscar Wilde at Home. The Sunday Inter Ocean. Chicago. Архів оригіналу за 26 жовтня 2023. Процитовано 26 жовтня 2023.{{cite news}}:  Обслуговування CS1: bot: Сторінки з посиланнями на джерела, де статус оригінального URL невідомий (посилання)
80. ↑  Ellmann, 1988, с. 273.
81. ↑  Mason (1914:219)
82. ↑  Ellmann (1988:276)
83. ↑  Clayworth (1997:91)
84. ↑  Clayworth (1997:95)
85. 1 2  Mason (1914:202)
86. ↑  Letter to Arthur Fish; Holland/Hart-Davis (2000:404)
87. ↑  Letter to Wemyss Reid, Holland/Hart-Davis (2000:413)
88. ↑  Clayworth (1996:85,86)
89. ↑  Mason (1914:360–362)
90. ↑  (Vol. CXLVI, No. 885, July 1889); see Mason (1914:6)
91. ↑  Lezard, Nicholas (29 березня 2003). Oscar Wilde's other portrait. The Guardian. London. Процитовано 14 квітня 2010.
92. ↑  Raby (1997:109)
93. ↑  Ellmann (1998:280)
94. ↑  Ransome (1912:101)
95. ↑  Ransome (1912:102)
96. ↑  Mason (1914:71)
97. ↑  Raby (1997:98)
98. ↑  Wilde, O. The Complete Works of Oscar Wilde, Collins.
99. ↑  Orwell, George Review: The Soul of Man under Socialism by Oscar Wilde The Observer 8 May 1948. Retrieved 28 September 2010.
100. ↑  Kiberd (1996) Ch.2
101. 1 2  Pearson, H. Essays of Oscar Wilde London: Meuthen & Co (1950:xi) Catalogue no:5328/u
102. ↑  Mason (1914:355-7)
103. ↑  Pearson, H. Essays of Oscar Wilde London: Meuthen & Co (1950:x) Catalogue no:5328/u
104. ↑  Wilde Writings: Contextual Conditions. University of Toronto Press. 2003. с. 86.
105. ↑  Mason (1914:105)
106. ↑  Mendelsohn, Daniel (10 жовтня 2002). The Two Oscar Wildes. New York Review of Books. Т. 49, № 15. Архів оригіналу за 6 серпня 2020. Процитовано 1 квітня 2020.
107. ↑  Ross (2011:1')
108. ↑  Holland/Hart-Davis (2000:441)
109. ↑  See also: Holland/Hart-Davis (2000: 433,435,438,441,446)
110. ↑  Preface. The Picture of Dorian Gray. From Project Gutenberg transcription.
111. ↑  Mason (1914:341)
112. ↑  Raby (1997:111)
113. ↑  Holland/Hart-Davis (2000:435)
114. ↑  McKie, Robin (25 January 2009). «Classics Corner: The Picture of Dorian Gray». The Guardian (London).
115. ↑  Registrar General Records. Wilde, Oscar O'Flahertie Wills (1856–1900), author. National Archives. Процитовано 12 березня 2010.
116. ↑  Ellmann (1988:316)
117. ↑  Ellmann (1988:322)
118. ↑  Ellmann (1988:323)
119. ↑  Ellmann (1988:326)
120. ↑  Mason (1914:371)
121. ↑  Mason (1914:369)
122. ↑  Ellmann (1988:344)
123. ↑  Ellmann (1988:347)
124. ↑  Ellmann (1980:360)
125. ↑  Wilde, Oscar. An ideal husband. Act III: London: typescript with extensive autograph revisions, 1894. OCLC 270589204.
126. ↑  Ellmann (1988:404)
127. ↑  Raby (1997:146)
128. ↑  De Profundis, Holland/Hart-Davis (2000)
129. ↑  De Profundis, Holland/Hart-Davis (2000:702)
130. ↑  De Profundis, Holland/Hart-Davis (2000:703)
131. ↑  Ellmann (1988:421)
132. ↑  De Profundis, Holland/Hart-Davis (2000:699–700)
133. 1 2  Ellmann (1988:396)
134. ↑  Jackson, R. «The Importance of Being Earnest» in Raby, P. (Ed.) (1997:166-7)
135. ↑  Ellmann (1988:398)
136. ↑  Jackson, R. «The Importance of Being Earnest» in Raby, P. (Ed.) (1997:161)
137. ↑  Pearson (1946:257)
138. 1 2  Джефрі Віткрофт[en] «Not Green, Not Red, Not Pink» The Atlantic Monthly, May 2003.
139. ↑  Jackson, R. «The Importance of Being Earnest» in Raby, P. (Ed.) (1997:165)
140. ↑  Morley (1976:102)
141. ↑  Holland (2004:300)
142. ↑  Field, Marcus (4 жовтня 2014). Is Oscar Wilde's reputation due for another reassessment?. The Independent. Архів оригіналу за 2 березня 2021. Процитовано 16 березня 2021.
143. ↑  Moran, Leslie (2002). The Homosexual(ity) of law. Routledge. с. 47. ISBN 978-1-134-89645-5. Архів оригіналу за 18 серпня 2020. Процитовано 6 листопада 2018.
144. ↑  Frankel, Nicholas (2017). Oscar Wilde: The Unrepentant Years. Harvard University Press. с. 34. ISBN 978-0-674-98202-4. Архів оригіналу за 19 серпня 2020. Процитовано 6 листопада 2018.
145. ↑  Belford, 2000, с. 251.
146. ↑  The Autobiography of Arthur Ransome pp 151—152 (1976, Jonathan Cape, London) ISBN 0-224-01245-2
147. ↑  The Life of Arthur Ransome by Hugh Brogan[en] p85 (1984, Jonathan Cape, London) ISBN 0-224-02010-2
148. ↑  Ellmann (1988:415)
149. ↑  Bristow, Joseph (2009). Oscar Wilde and Modern Culture: The Making of a Legend. Athens, OH: Ohio University Press. с. xli. ISBN 978-0-8214-1837-6.
150. ↑  Ellmann (1988:418)
151. ↑  Foldy (1997:3)
152. ↑  Foldy (1997:8)
153. ↑  Marjoribanks, Edward (1932). Carson the Advocate. London: Macmillan. с. 213. OCLC 679460. Carson had again and again used the word "pose" with ironic emphasis.
154. ↑  Stern (2017):758. «Карсон розпочав з того, що підкреслив, що в той момент у романі Доріан є ‘невинним юнаком’.»)
155. 1 2  Foldy (1997:17)
156. ↑  Foldy 1997:19
157. ↑  Foldy, 1997, с. 150.
158. ↑  Ellmann (1988:455)
159. ↑  Див. Акт про злочини проти особистості (1861)#Неприродні злочини ст. 61, 62
160. ↑  Hyde (1948:5)
161. ↑  Ellmann (1988:429)
162. ↑  Transcript of Wilde's trial, published online by University of Missouri-Kansas City Law School [Архівовано 23 грудня 2010 у Wayback Machine.]; See also Ellmann (1988:435)
163. 1 2  Шаблон:Old Bailey
164. ↑  Foldy (1997:40)
165. ↑  Ellmann (1988:435)
166. ↑  Foldy (1997:47)
167. ↑  Sentencing Statement of Justice Wills.
168. ↑  The treadmill, and other Victorian delights. jsplawyers.com. Архів оригіналу за 9 січня 2016. Процитовано 17 березня 2016.
169. ↑  Ellmann (1988:777)
170. ↑  Ellmann (1988:474)
171. 1 2 3  Ellmann (1988:465)
172. ↑  Medina, John J. (1997). The Clock of Ages: Why We Age, How We Age, Winding Back the Clock. Cambridge University Press. с. 250. ISBN 9780521594561.
173. ↑  Holland/Hart-Davis (2000:735)
174. ↑  Ellmann (1988:456)
175. ↑  Ellmann (1988:475)
176. ↑  Ellmann (1988:477–478)
177. ↑  Holland/Hart-Davis (2000:683)
178. ↑  De Profundis, Holland/Hart-Davis (2000:737–738)
179. ↑  De Profundis, Holland/Hart-Davis (2000:700)
180. ↑  De Profundis, Holland/Hart-Davis, (2000:739)
181. ↑  Ellmann, 1988, с. 527.
182. ↑  Ellmann, 1988, с. 528.
183. ↑  Holland/Hart-Davis (2000:841–2)
184. ↑  Pearce, Joseph The Picture of Dorian Gray (Introduction), p. X, Ignatius Press, 2008
185. ↑  Holland/Hart-Davis (2000:842)
186. ↑  Letter to the Editor of the Daily Chronicle, Holland/Hart-Davis (2000:847–855). See also: Oscar Wilde Fan Club Website
187. ↑  Page in Sandulescu (1994:308)
188. ↑  Page in Sandulescu (1994:310)
189. ↑  Kiberd (2000:336)
190. ↑  Mason (1914:408–10)
191. ↑  Ellmann (1988:526)
192. ↑  Hyde (1948:308)
193. ↑  Letter to Leonard Smithers, Holland/Hart-Davis (2000:1092)
194. ↑  Ellmann (1988:527)
195. ↑  Ellmann (1988:528)
196. ↑  Ellmann (1988:546)
197. ↑  Holland/Hart-Davis (2000:1119)
198. ↑  M. Beerbohm (1946) «Mainly on the Air»
199. ↑  Лист Росса до Морові Еді[en], Holland/Hart-Davis (2000:1213)
200. ↑  Holland/Hart-Davis (2000:1224)
201. ↑  Cavill, Paul, Heather Ward, Matthew Baynham, and Andrew Swinford, The Christian tradition in English literature: poetry, plays, and shorter prose, p. 337, Zondervan 2007.
202. ↑  Pearce, Joseph, The unmasking of Oscar Wilde, p. 28-29, Ignatius Press, 2004
203. ↑  Holland/Hart-Davis (2000:1223)
204. ↑  DEATH OF OSCAR WILDE; He Expires at an Obscure Hotel in the Latin Quarter of Paris. Is Said to Have Died from Meningitis, but There Is a Rumor that He Committed Suicide. The New York Times. 1 грудня 1900. Архів оригіналу за 25 грудня 2024. Процитовано 9 лютого 2025. (англ.)
205. ↑  Ellmann (1988:92)
206. ↑  Ellmann (1988:582)
207. ↑  Holland/Hart-Davis (2000:1230)
208. ↑  Johnson, Leon (2000). (Re)membering Wilde. Архів оригіналу за 21 жовтня 2014. Процитовано 24 липня 2015.
209. ↑  John Tagliabue (15 December 2011) «Walling Off Oscar Wilde's Tomb From Admirers' Kisses», The New York Times; Retrieved 3 April 2013
210. ↑  Ellmann (1988:553)
211. ↑  Turing's Law: Oscar Wilde among 50,000 convicted gay men granted posthumous pardons. The Daily Telegraph. 31 січня 2017.
212. ↑  Raby (1997:6,10)
213. ↑  Raby (1997:9)
214. ↑  Raby (1997:8)
215. ↑  Raby (1997:5)
216. ↑  Great Britain: A Life of Concealment. Time. 27 вересня 1954. Архів оригіналу за 11 жовтня 2011. Процитовано 22 лютого 2010.
217. ↑  The Autobiography of Arthur Ransome pp 146—154 (1976, Jonathan Cape, London) ISBN 0-224-01245-2
218. ↑  The Life of Arthur Ransome by Hugh Brogan[en] pp 77–90 (1984, Jonathan Cape, London) ISBN 0-224-02010-2
219. ↑  The Last Englishman by Roland Chambers pp 61–69 (2009, Faber and Faber, London) ISBN 978-0-571-22261-2
220. ↑  All Past National Book Critics Circle Award Winners and Finalists: 1988 Awards. National Book Critics Circle. Архів оригіналу за 27 квітня 2019. Процитовано 22 лютого 2010..
221. ↑  Autobiography or Biography. The Pulitzer Prizes. Процитовано 22 лютого 2010.
222. ↑  Ebert, Roger (12 червня 1998). Wilde. Chicago Sun-Times. Архів оригіналу за 20 січня 2013. Процитовано 2 квітня 2010.
223. ↑  Bedell, Geraldine (26 жовтня 2003). It was all Greek to Oscar. The Guardian. London. Процитовано 22 лютого 2010.
224. ↑  Parker, Peter (26 жовтня 2003). The Secret Life of Oscar. The Times. London. Архів оригіналу за 24 червня 2011. Процитовано 22 лютого 2010. (необхідна підписка)
225. ↑  Dugdale, John (26 вересня 2009). Oscar's Books by Thomas Wright. The Guardian. London. Процитовано 22 лютого 2010.
226. ↑  Gide, André (1905). In Memoriam, Oscar Wilde. Paris: Editions Mercure De France.
227. ↑  Louis, Thomas. L'esprit d'Oscar Wilde. Collection Anglia (вид. 4). Paris: G. Crès & Cie. OCLC 3243250.
228. ↑  Jullian, Philippe (6 квітня 2000). Oscar Wilde. Paris: Editions Christian de Bartillat. ISBN 2-84100-220-9.
229. ↑  Vallet, Odon (1995). L'affaire Oscar Wilde ou Du danger de laisser la justice mettre le nez dans nos draps. Paris: Editions Albin Michel. ISBN 2-226-07952-1.
230. ↑  5 найкращих екранізацій Оскара Вайльда (Vogue.ua, 16 жовтня 2023
231. ↑  Татьяна ГОРДИЕНКО (2018). Найкраще та найцікавіше: 10 чудових книжок Форуму видавців (укр.). «Womo.ua». Архів оригіналу за 11 січня 2021. Процитовано 2021-1-09.